# Lista de episódios de Conta-me como Foi
Esta é uma lista de episódios da dramédia portuguesa Conta-me Como Foi. Trata-se de uma adaptação da série espanhola Cuéntame Cómo Pasó, uma ideia original de Grupo Ganga Producciones, que a RTP produziu através de quatro ciclos de produção (em 2006, 2007, 2009 e 2019). Tal como o original, a série portuguesa tem como objetivo retratar de forma bem-humorada o ambiente socioeconómico do país desde os finais da década de 60 do Século XX.
Durante a transmissão de Conta-me Como Foi na RTP1, 156 episódios foram emitidos, distribuídos por oito temporadas. O primeiro episódio, O novo fugitivo, estreou a 22 de abril de 2007 e o final da série foi transmitido a 16 de setembro de 2023.

## Visão Geral
| Produção | Produção | Episódios | Episódios | Temp. | Temp. | Episódios              | Transmissão original   | Transmissão original                        | Dia da semana       | Audiências (média dos episódios)     | Período histórico                         |
| Produção | Produção | Episódios | Episódios | Temp. | Temp. | Episódios              | Estreia de temp.       | Final de temp.                              | Dia da semana       | Audiências (média dos episódios)     | Período histórico                         |
| -------- | -------- | --------- | --------- | ----- | ----- | ---------------------- | ---------------------- | ------------------------------------------- | ------------------- | ------------------------------------ | ----------------------------------------- |
|          | 1        | 26        | 09        |       | 1     | 09                     | 22 de abril de 2007    | 22 de junho de 2007                         | Domingo             | 614 830 6,4% rating                  | março a setembro de 1968                  |
| 17       | 1        | 26        |           | 2     | 31    | 30 de setembro de 2007 | 15 de junho de 2008    | -                                           | Domingo             | outubro de 1968 a outubro de 1969    |                                           |
|          | 2        | 26        | 14        | 2     | 31    | 30 de setembro de 2007 | 15 de junho de 2008    | -                                           | Domingo             | outubro de 1968 a outubro de 1969    |                                           |
| 12       | 2        | 26        |           | 3     | 17    | 4 de janeiro de 2009   | 26 de abril de 2009    | 804 580 8,5% rating                         | Domingo             | novembro de 1969 a maio de 1970      |                                           |
|          | 3        | 52        | 5         | 3     | 17    | 4 de janeiro de 2009   | 26 de abril de 2009    | 804 580 8,5% rating                         | Domingo             | novembro de 1969 a maio de 1970      |                                           |
| 23       | 3        | 52        |           | 4     | 23    | 17 de outubro de 2009  | 16 de maio de 2010     | Sábado (até ep.09) e Domingo (restantes)    | 589 330 6,1% rating | junho de 1970 a maio de 1972         |                                           |
| 24       | 3        | 52        |           | 5     | 24    | 14 de novembro de 2010 | 25 de abril de 2011    | Domingo (até ep.23) e Segunda-Feira (ep.24) | 674 290 7,0% rating | agosto de 1972 a 25 de abril de 1974 |                                           |
|          | 4        | 52        | 19        |       | 6     | 19                     | 7 de dezembro de 2019  | 25 de abril de 2020                         | Sábado              | 577 960 6,0% rating                  | 31 de dezembro de 1983 a novembro de 1984 |
| 18       | 4        | 52        |           | 7     | 18    | 3 de outubro de 2020   | 30 de janeiro de 2021  | 321 300 3,4% rating                         | Sábado              | dezembro de 1984 a março de 1986     |                                           |
| 15       | 4        | 52        |           | 8     | 15    | 3 de junho de 2023     | 16 de setembro de 2023 | 285 500 3,0% rating                         | Sábado              | abril de 1986 a julho de 1987        |                                           |

## Primeira Temporada (2007)
| # | Título                | Argumento                                       | Realização                    | Transmissão original | Audiência (Espetadores) |
| --- | --------------------- | ----------------------------------------------- | ----------------------------- | -------------------- | ----------------------- |
| PRIMEIRA PRODUÇÃO (gravação de vinte e seis episódios no segundo semestre de 2006) |                       |                                                 |                               |                      |                         |
| |                       |                                                 |                               |                      |                         |
| 1.01 (01) | O novo fugitivo       | Helena Amaral, Isabel Frausto e Fernando Heitor | Fernando Ávila e Pedro Miguel | 22 de abril de 2007  | 794 550                 |
| A família Lopes comprou uma televisão! A chegada do aparelho, já com UHF, para poder apanhar o futuro programa 2 da RTP, é ansiada por todos. Hermínia não está muito recetiva: acha um disparate comprarem-se coisas a prestações e ouviu dizer que as pessoas deixam de falar quando há uma televisão; inventos do “Mafarrico”. Mas até Hermínia fica rendida à magia daquela caixa que permite ver em directo o Grande Prémio TV da Canção Portuguesa, apresentado por Maria Fernanda e Henrique Mendes. |                       |                                                 |                               |                      |                         |
| |                       |                                                 |                               |                      |                         |
| 1.02 (02) | Cromos da bola        | Helena Amaral, Isabel Frausto e Fernando Heitor | Fernando Ávila e Pedro Miguel | 29 de abril de 2007  | -                       |
| António e Margarida fazem contas à vida para ver como vão pagar a Primeira Comunhão de Carlos, cuja data se aproxima a passos largos. António chega a sonhar que recebe mil contos num programa de televisão apresentado por Artur Agostinho. No entanto, Carlos, enfeitiçado pelas imagens do filme Lawrence da Arábia que foi ver, mostra-se desinteressado no ato religioso que os pais tentam pagar. |                       |                                                 |                               |                      |                         |
| |                       |                                                 |                               |                      |                         |
| 1.03 (03) | Um homem com coração  | Helena Amaral, Isabel Frausto e Fernando Heitor | Fernando Ávila e Pedro Miguel | 6 de maio de 2007    | -                       |
| Christian Barnard, o líder da equipa que, há menos de um ano, executou o primeiro transplante de coração, está de visita a Portugal. O cirurgião invade as notícias e não se fala de outra coisa. Carlos, Luís e Marinho escrevem uma carta a Salazar a pedir ajuda para Camões que todos julgam doente do coração e com poucas semanas de vida. |                       |                                                 |                               |                      |                         |
| |                       |                                                 |                               |                      |                         |
| 1.04 (04) | Castelos na areia     | Helena Amaral, Isabel Frausto e Fernando Heitor | Fernando Ávila e Pedro Miguel | 13 de maio de 2007   | -                       |
| O tempo quente chegou e o país enche-se de turistas, na Costa do Sol até Cascais e no Algarve. Sem posses para ir de férias para onde quer que seja, a família Lopes decide ir passar um dia à piscina. É o dia da decisão para Isabel que se atreveu a comprar um biquíni a uma senhora que foi ao cabeleireiro vender uns, vindos de França. Mas agora hesita; está entre o incentivo liberal de Náni e a mais que certa atitude conservadora do pai. |                       |                                                 |                               |                      |                         |
| |                       |                                                 |                               |                      |                         |
| 1.05 (05) | O dia da raça         | Helena Amaral, Isabel Frausto e Fernando Heitor | Fernando Ávila e Pedro Miguel | 20 de maio de 2007   | -                       |
| Portugal é um cadinho de raças. Carlos, Luís e Marinho chegam ao descampado onde costumam brincar e deparam-se com um acampamento cigano. Carlos faz amizade com Manuel, um jovem que anda a cavalo, e torna-se no defensor dos ciganos no seu bairro que os olha com desconfiança. Mas Carlos não é o único elemento da família Lopes com que Manuel vai fazer amizade. |                       |                                                 |                               |                      |                         |
| |                       |                                                 |                               |                      |                         |
| 1.06 (06) | As invasões francesas | Helena Amaral, Isabel Frausto e Fernando Heitor | Fernando Ávila e Pedro Miguel | 27 de maio de 2007   | -                       |
| A família Lopes está em grande alvoroço. Miguel, o irmão de António, vai chegar de França com a família e ficar em casa dos Lopes que estão decididos a seguir-lhe o exemplo e a emigrar em busca de uma vida melhor. Os choques culturais são inevitáveis. Acrescenta-se ainda o choque de Carlos que acredita que a sua tia francesa, por ter um dedo partido e espetado, é uma invasora extraterrestre, como os da televisão. O sonho de António em emigrar é desfeito no final ao perceber que o irmão, afinal não leva a boa vida que ele julgava. |                       |                                                 |                               |                      |                         |
| |                       |                                                 |                               |                      |                         |
| 1.07 (07) | Mini, maxi, ultra     | Helena Amaral, Isabel Frausto e Fernando Heitor | Fernando Ávila e Pedro Miguel | 3 de junho de 2007   | -                       |
| Carlos, o filho mais novo dos Lopes, decide passar a ter um comportamento exemplar para ganhar o Prémio Plus Ultra e ir ao Vaticano ver o Papa. Por seu turno, António e Isabel decidem abraçar a condução automóvel... sem carta. António experimenta conduzir o carro de Dino e, apesar de não ter dinheiro para isso, acaba por comprá-lo, não o dizendo a Margarida que, entretanto, tinha comprado a prestações uma nova máquina de costura. Quanto a Isabel, aventura-se a conduzir o carro do namorado. O resultado é um choque noturno à porta do prédio dos Lopes e debaixo do olhar de Margarida.                                                       |                       |                                                 |                               |                      |                         |
| |                       |                                                 |                               |                      |                         |
| 1.08 (08) | A cadeira do poder    | Helena Amaral, Isabel Frausto e Fernando Heitor | Fernando Ávila e Pedro Miguel | 17 de junho de 2007  | 851 310                 |
| Entre as festas do jet-set internacional nas quintas de Alcoitão e Colares que deixaram o país a sonhar e a hospitalização de Salazar que deixou o país apreensivo, Margarida vê o seu trabalho de costureira ganhar novos horizontes. Encomendas da Casa Africana e reuniões de negócios levam-na a sonhar com a carreira de modista e deixam António apreensivo por ter uma mulher independente que, para cúmulo, poderá ganhar mais do que ele. Carlos, após uma experiência profissional no café de Fánan, desfaz a ilusão da facilidade da vida adulta mas decide devolver a tranquilidade ao país, ao construir e oferecer a Salazar uma cadeira antiquada. |                       |                                                 |                               |                      |                         |
| |                       |                                                 |                               |                      |                         |
| 1.09 (09) | À dúzia é mais barato | Helena Amaral, Isabel Frausto e Fernando Heitor | Fernando Ávila e Pedro Miguel | 22 de junho de 2007  | -                       |
| Margarida está atrasada e só António o sabe. Hermínia desconfia, pelo comportamento da filha, que os Lopes podem vir a ter um novo elemento na família. Enquanto o casal vive momentos de ansiedade, as aulas vão começar e é tempo de Carlos herdar, de Toni, roupas e livros escolares usados. A única novidade é um par de enormes botas de Inverno, que lhe dão má fama, logo quando decide conhecer melhor as raparigas do bairro... uma vez que está fora do seu alcance a bela e recém-casada Jackie Kennedy Onassis. |                       |                                                 |                               |                      |                         |
| |                       |                                                 |                               |                      |                         |

## Segunda Temporada (2007-2008)
| # | Título                       | Argumento                                       | Realização                    | Transmissão original    | Audiência (Espetadores) |
| --- | ---------------------------- | ----------------------------------------------- | ----------------------------- | ----------------------- | ----------------------- |
| 2.01 (10) | Folhas caídas                | Helena Amaral, Isabel Frausto e Fernando Heitor | Fernando Ávila e Pedro Miguel | 30 de setembro de 2007  | -                       |
| Chega a altura de Toni ir para a universidade. Para Toni, acabou a vida fácil. Chega também a primeira máquina de lavar roupa a casa dos Lopes. Apesar das reticências iniciais, Hermínia reconhece que agora é que começou a vida fácil. Chega Isabel, de Punta del Este, onde venceu o concurso internacional de beleza e simpatia de hospedeiras do ar mas... só em sonhos. Já Carlos chega em primeiro lugar, é medalha de ouro numa prova de atletismo dos Jogos Olímpicos de 68, no México mas... também só em sonhos. |                              |                                                 |                               |                         |                         |
| |                              |                                                 |                               |                         |                         |
| 2.02 (11) | Cantares do andarilho        | Helena Amaral, Isabel Frausto e Fernando Heitor | Fernando Ávila e Pedro Miguel | 7 de outubro de 2007    | -                       |
| Os homens da família Lopes tomam contacto com novas realidades, revolucionárias. Carlos prepara-se para a anunciada chegada da Guiné de duas raparigas à sua sala de aula – uma revolução no ambiente escolar masculino que obriga a medidas drásticas. Toni vive o ambiente revolucionário na universidade com reuniões e movimentos estudantis, contrariando as indicações dos pais para que não se metesse em políticas. António desfaz-se dos panfletos antirregime que um colega lhe pediu para guardar e compreende, pela primeira vez, parte daquilo por que passavam aqueles que ambicionavam uma revolução no país. |                              |                                                 |                               |                         |                         |
| |                              |                                                 |                               |                         |                         |
| 2.03 (12) | Do Minho a Timor             | Helena Amaral, Isabel Frausto e Fernando Heitor | Fernando Ávila e Pedro Miguel | 14 de outubro de 2007   | -                       |
| Carlos e os amigos, motivados por uma aula sobre a indissolubilidade do Império que vai do Minho a Timor, decidem assumir a luta pela reconquista de territórios perdidos e pela defesa da unidade nacional. Sempre apoiados nessa grande característica lusa: o orgulho viril. Já António anda de cabeça à roda com o manual da rotativa de cores para off set, a nova máquina da tipografia. Este foi o motivo para o despedimento de dois operários da tipografia e António pode seguir-se-lhes se não aprender, numa semana, a trabalhar com este último grito da tecnologia alemã. |                              |                                                 |                               |                         |                         |
| |                              |                                                 |                               |                         |                         |
| 2.04 (13) | Há horas felizes             | Helena Amaral, Isabel Frausto e Fernando Heitor | Fernando Ávila e Pedro Miguel | 21 de outubro de 2007   | -                       |
| O Natal está próximo e a sorte vai bater à porta de muitos na Lotaria do Natal. O Padre Victor compra um novo Santo António para a Igreja. António e Margarida vão ao cinema ver a reposição do “Sarilho de Fraldas”, com António Calvário e Madalena Iglesias. Os homens do bairro unem-se a António e compram a antiga máquina da tipografia Ramires: vai nascer a tipografia Olivais. Já a sorte não bateu à porta de Náni. Confirmou que dali a oito meses vai nascer o seu filho! Carlos e os amigos empenham-se na venda da sorte... de rifas com os artigos menos prováveis: do soutien de D. Inês de Castro, à dentadura de Salazar.                                                                                              |                              |                                                 |                               |                         |                         |
| |                              |                                                 |                               |                         |                         |
| 2.05 (14) | Um Natal… com Esperança      | Helena Amaral, Isabel Frausto e Fernando Heitor | Fernando Ávila e Pedro Miguel | 28 de outubro de 2007   | -                       |
| António e Margarida decidem variar na ceia de Natal: peru em vez de bacalhau. Motivo de escândalo para Carlos, quando percebe que o peru vivo que a avó tinha comprado, era afinal para comer. Carlos assume a partir desse dia a causa da defesa dos animais e trata de garantir que 24 de dezembro não será o último dia de vida daquele animal. Mas o escândalo maior veio de França: Miguel, o irmão de António, vai divorciar-se de Marie Chantal. Está de volta a Portugal e traz Esperança, a sua namorada portuguesa, com quem vai casar. |                              |                                                 |                               |                         |                         |
| |                              |                                                 |                               |                         |                         |
| 2.06 (15) | Ano novo, vida nova          | Helena Amaral, Isabel Frausto e Fernando Heitor | Fernando Ávila e Pedro Miguel | 4 de novembro de 2007   | -                       |
| A família celebra junta com espumante, passas e Bolo Rei a chegada do ano novo. Teodoro, primo de Hermínia, vem a Lisboa pela primeira vez desde há muito tempo. Convenceu-se que as coisas iam melhorar com a queda de Salazar e regressa a Lisboa para visitar a família. Teodoro vai visitar Lisboa e perde-se deixando a família Lopes muito angustiada. É levado a casa pela polícia depois de ter sido encontrado num bar de alterne. Marcelo Caetano vai estrear um programa de televisão, a expectativa é grande. A família reúne-se para ver e ao mesmo tempo no Café do Fánan torna-se assunto principal de conversa. |                              |                                                 |                               |                         |                         |
| |                              |                                                 |                               |                         |                         |
| 2.07 (16) | A desfolhada                 | Helena Amaral, Isabel Frausto e Fernando Heitor | Fernando Ávila e Pedro Miguel | 11 de novembro de 2007  | -                       |
| António e os colegas da tipografia pedem horas extraordinárias ao Engenheiro Ramires e este recusa-se. Carlos sonha que é intérprete no Festival da Canção, pois este será o ano em que Simone de Oliveira ganha o Festival da Eurovisão da Canção com a “Desfolhada”. Para grande entusiasmo das crianças Padre Victor e Isabel organizam o Festival da Canção Infantil. Esperança, enquanto espera o divórcio de Miguel, começa a frequentar a casa da família Lopes. |                              |                                                 |                               |                         |                         |
| |                              |                                                 |                               |                         |                         |
| 2.08 (17) | Muitos beijos e um terramoto | Helena Amaral, Isabel Frausto e Fernando Heitor | Fernando Ávila e Pedro Miguel | 18 de novembro de 2007  | -                       |
| Carlos está apaixonado e decidido a conquistar o coração de Nônô. Inicia uma busca para compreender as mulheres, para saber como se declarar e sonha com a sua estreia a beijar os lábios da amada. Mas nem uma investida com menor êxito vai abalar a sua determinação. Quem fica abalada é Margarida ao perceber as insinuações sedutoras do Eng.º Ramires depois de convidar o casal Lopes para uma receção em sua casa. Vai ser uma estreia de António e Margarida na “alta roda”. |                              |                                                 |                               |                         |                         |
| |                              |                                                 |                               |                         |                         |
| 2.09 (18) | Fish and chips               | Helena Amaral, Isabel Frausto e Fernando Heitor | Fernando Ávila e Pedro Miguel | 25 de novembro de 2007  | 785 090                 |
| Isabel viaja para Londres com Clara e concretiza dois sonhos de milhões de portugueses: ir ao estrangeiro e andar de avião. Deslumbradas com tudo, as duas portuguesas conhecem Mike, um hippie que canta e toca guitarra no pub, onde foram beber uma cerveja. Em Portugal, o Eng. Ramires está determinado em perceber quem está por detrás da nova tipografia que agora lhe faz concorrência. O cerco aperta-se para António que vai ter que ir à sua tipografia Olivais, a acompanhar o seu patrão da tipografia Ramires. |                              |                                                 |                               |                         |                         |
| |                              |                                                 |                               |                         |                         |
| 2.10 (19) | A voz do bairro              | Helena Amaral, Isabel Frausto e Fernando Heitor | Fernando Ávila e Pedro Miguel | 2 de dezembro de 2007   | -                       |
| Isabel ficou em Londres e António quer a filha de volta imediatamente. Até o Padre Victor é empurrado para a missão de trazer Isabel da terra da liberdade. É desta forma, pelo menos, que Toni descreve Inglaterra ao irmão mais novo. Inspirado pelo conceito, Carlos e os amigos decidem criar, no bairro, um jornal secreto, onde entre outras notícias se pode ler sobre o casamento entre o senhor Salazar e a senhora República. Toni, após dias à procura de Lena, perde o sono ao perceber que esta está com o ex-namorado que, entretanto, saiu da prisão de Caxias. |                              |                                                 |                               |                         |                         |
| |                              |                                                 |                               |                         |                         |
| 2.11 (20) | A semana da paixão           | Helena Amaral, Isabel Frausto e Fernando Heitor | Fernando Ávila e Pedro Miguel | 9 de dezembro de 2007   | -                       |
| A dias da Páscoa, Carlos assume o espírito de sofrimento da Semana Santa e decide cortar com todos os pecados mortais: nada de comer carne, brincadeiras ou falar com raparigas. Também Toni está em sofrimento e por causa de uma rapariga: Lena continua com Zé Alberto, o namorado que tinha estado preso. Toni estraga ainda mais a relação com Lena ao fazer-lhe uma grande cena de ciúmes à porta de casa. Esta semana verá também a via sacra da tipografia Olivais. |                              |                                                 |                               |                         |                         |
| |                              |                                                 |                               |                         |                         |
| 2.12 (21) | Segredos e mentiras          | Helena Amaral, Isabel Frausto e Fernando Heitor | Fernando Ávila e Pedro Miguel | 16 de dezembro de 2007  | -                       |
| Em Coimbra, numa inauguração oficial e perante os mais altos representantes da nação, o Presidente da Associação Académica de Coimbra pede autorização para falar. Estava lançada a onda de contestação que deu origem à Crise Académica de 1969. Também em casa dos Lopes, o tempo é de crise: As minissaias de Isabel, regressada de Londres, são alvo das conversas do bairro e esta só pensa em sair de casa de vez e regressar a Inglaterra. Carlos vê o seu grupo rival, liderado por Inácio, roubar-lhe o camião e as raparigas. |                              |                                                 |                               |                         |                         |
| |                              |                                                 |                               |                         |                         |
| 2.13 (22) | Montéquios e capuletos       | Helena Amaral, Isabel Frausto e Fernando Heitor | Fernando Ávila e Pedro Miguel | 6 de janeiro de 2008    | 756 720                 |
| Os pais Lopes, classe média-baixa e ele contínuo, e os pais Costa Lemos, classe alta e ele Diretor-geral, vão encontrar-se. O casamento e o futuro de Toni e de Lena são os assuntos a tratar. No final de contas, a razão parece estar com o Eng. Ramires: aos Lopes, saiu-lhes a sorte grande com a gravidez de Lena. Em casa decidem brindar ao casamento... mas Lena, acabada de chegar, põe tudo em alvoroço ao anunciar que ainda não decidiu se há ou não casamento. A decisão passa por ela e tem o apoio de Isabel. Por estas e por outras, Carlos sonha com um mundo sem mulheres e decide construir o seu rancho Ponderosa; vai viver segundo as regras da série televisiva Bonanza.                                           |                              |                                                 |                               |                         |                         |
| |                              |                                                 |                               |                         |                         |
| 2.14 (23) | Verdes anos                  | Helena Amaral, Isabel Frausto e Fernando Heitor | Fernando Ávila e Pedro Miguel | 13 de janeiro de 2008   | -                       |
| António quer obter de Sebastião Costa Lemos uma data para o casamento dos seus filhos. O pai de Lena despacha-o sem lhe explicar que já tinha assinado uma autorização para a filha ir a Londres. Toni sabe da viagem e chega atrasado ao aeroporto. Lena, sem coragem para fazer um desmancho, não embarcou, mas anuncia a Toni que quer ter o filho sozinha e sem se casar com ele. Combinam passar um fim de semana à quinta dos Costa Lemos, no Alentejo. Mas Lena aparece com comunicados antirregime no carro e vão os dois para Coimbra para uma manifestação estudantil. No meio destas reais complicações, Carlos acredita que vai ser pai e que Isabel vai ser mãe. Vai aprender que não é um beijo que engravida uma rapariga. |                              |                                                 |                               |                         |                         |
| |                              |                                                 |                               |                         |                         |
| 2.15 (24) | A longa noite                | Helena Amaral, Isabel Frausto e Fernando Heitor | Jorge Queiroga                | 20 de janeiro de 2008   | -                       |
| Toni e Lena foram presos pela PIDE. A angústia da família Lopes espelha-se nos rostos de cada um. O desespero de António acentua-se quando não lhe é permitido ver o filho. Os pais de Lena metem uma cunha ao ministro e conseguem que ela seja posta em liberdade, enquanto Toni por não ter conhecimentos continua preso. Cada um à sua maneira tenta ajudar Toni: Hermínia reza ao seu Santo Expedito, Margarida e Isabel tentam arranjar um advogado, António pede ajuda ao Dr. Costa Lemos e Carlitos decide raptar a D. Gertrudes Thomaz durante a visita à escola para trocar a sua liberdade pela de Toni! |                              |                                                 |                               |                         |                         |
| |                              |                                                 |                               |                         |                         |
| 2.16 (25) | Sol e sombra                 | Helena Amaral, Isabel Frausto e Fernando Heitor | Jorge Queiroga                | 27 de janeiro de 2008   | -                       |
| Sebastião Costa Lemos ameaça a filha por causa das suas convicções políticas. Lena sai de casa e vai para casa dos Lopes. Lena e Toni são seguidos por um homem misterioso e têm medo que seja a PIDE. Clara é convidada por Miguel Ângelo para ir à tourada e Carlitos decide que vai ser toureiro e convida os amigos para assistir à sua tourada onde ele enfrentará um feroz touro! Mike chega de Inglaterra para alegria de Isabel mas a sua chegada irá dar origem a vários problemas causados pelas diferenças culturais entre ambos. |                              |                                                 |                               |                         |                         |
| |                              |                                                 |                               |                         |                         |
| 2.17 (26) | Dar a mão à palmatória       | Helena Amaral, Isabel Frausto e Fernando Heitor | Jorge Queiroga                | 10 de fevereiro de 2008 | -                       |
| A presença de Mike revela-se algo incómoda para grande desespero de Isabel. O comportamento de ambos e a aparência de Mike escandalizam o Bairro. Lena parte para os Estados Unidos deixando Toni em profunda tristeza. Carlitos e seus amigos apanham reguadas sucessivas, mas acabam por apanhar o Professor Braga nas curvas. O quotidiano da família Lopes parece que vai melhorar: Margarida sonha em abrir um negócio e António é promovido no ministério. Toda a família festeja a prosperidade que se avizinha... |                              |                                                 |                               |                         |                         |
| SEGUNDA PRODUÇÃO (gravação de vinte e seis episódios no primeiro semestre de 2007) |                              |                                                 |                               |                         |                         |
| |                              |                                                 |                               |                         |                         |
| 2.18 (27) | Novos horizontes             | Helena Amaral, Isabel Frausto e Fernando Heitor | Jorge Queiroga                | 17 de fevereiro de 2008 | 813 470                 |
| Os empregos de Mike só vão trazer problemas a Isabel e António anda farto de o aturar. Clara tem cada vez menos clientes no Cabeleireiro e propõe sociedade a Margarida para abrirem uma Boutique. O Eng. Ramires inicia-se num novo negócio e decide dar sociedade a António que não imagina que o contentamento do engenheiro levará ao descontentamento dos seus filhos e a novos atritos familiares. Carlitos segue as pegadas de Gandhi e acaba uma vez mais em apuros. |                              |                                                 |                               |                         |                         |
| |                              |                                                 |                               |                         |                         |
| 2.19 (28) | A primavera da Dona Hermínia | Helena Amaral, Isabel Frausto e Fernando Heitor | Jorge Queiroga                | 24 de fevereiro de 2008 | 851 310                 |
| Mike encanta-se com uma das suas alunas e Isabel começa a desiludir-se com ele. Hermínia desperta do longo luto e descobre as alegrias da velhice acompanhada pela sua amiga Vitória e pelo seu neto que resolve armar-se em casamenteiro! Preocupada com o conflito entre António e Toni, Margarida intervém e consegue fazê-los esquecer as opiniões que os dividem, regressando a harmonia ao lar dos Lopes. |                              |                                                 |                               |                         |                         |
| |                              |                                                 |                               |                         |                         |
| 2.20 (29) | Amores e enganos             | Helena Amaral, Isabel Frausto e Fernando Heitor | Jorge Queiroga                | 2 de março de 2008      | -                       |
| A Polícia descobre um cadáver no descampado, situação que irá trazer inúmeros aborrecimentos e destabilizar a vida dos habitantes do Bairro. Mike passa a noite fora de casa e Isabel põe um ponto final no seu namoro com o “maidorlingue”. António esmera-se na sua nova profissão de vendedor imobiliário, mas as suas sucessivas ausências de casa despertam em Margarida uma crise de ciúmes. |                              |                                                 |                               |                         |                         |
| |                              |                                                 |                               |                         |                         |
| 2.21 (30) | Sonhos de uma noite de verão | Helena Amaral, Isabel Frausto e Fernando Heitor | Jorge Queiroga                | 16 de março de 2008     | -                       |
| A vida de todos os habitantes do Bairro está virada do avesso com a iminência da chegada dos americanos à lua. Carlitos e os seus amigos constroem o seu próprio foguetão e entre os crentes e os descrentes, todos ficam a assistir a Neil Armstrong dar o passo gigante para a Humanidade. |                              |                                                 |                               |                         |                         |
| |                              |                                                 |                               |                         |                         |
| 2.22 (31) | Férias de verão              | Helena Amaral, Isabel Frausto e Fernando Heitor | Jorge Queiroga                | 30 de março de 2008     | -                       |
| António decide comprar uma casa nova, mas a família nem quer ouvir falar no assunto. Ninguém se entusiasma. Padre Victor apanha papeira e Isabel e Hermínia são as suas enfermeiras. António desiste da compra da casa e decide apostar na Boutique de Margarida para grande felicidade e alívio de todos. Ninguém queria deixar o Bairro. |                              |                                                 |                               |                         |                         |
| |                              |                                                 |                               |                         |                         |
| 2.23 (32) | Mátria                       | Helena Amaral, Isabel Frausto e Fernando Heitor | Jorge Queiroga                | 6 de abril de 2008      | -                       |
| Um episódio no feminino...as mulheres do Bairro começam a despertar para certas novidades que já existiam noutros países. Margarida e Clara abrem o seu próprio negócio: a Boutique Clarimar. As mulheres no Bairro vão a uma palestra sobre o controlo de natalidade e o uso da pílula. António depara-se com uma instrutora para o ensinar a conduzir e para cúmulo as meninas ganham a corrida de carrinhos de rolamentos! |                              |                                                 |                               |                         |                         |
| |                              |                                                 |                               |                         |                         |
| 2.24 (33) | Direita volver               | Helena Amaral, Isabel Frausto e Fernando Heitor | Jorge Queiroga                | 13 de abril de 2008     | -                       |
| O Eng. Ramires resolve promover António socialmente para que ele venda apartamentos na alta sociedade lisboeta. Neste sentido oferece-lhe um livro de etiqueta que ele estuda afincadamente e leva-o a um restaurante chic para lhe ensinar boas maneiras à mesa. As eleições preocupam os habitantes do Bairro inclusive Carlitos e seus amigos que fazem a eleição para Presidente do Bairro dando origem a novas confusões e sarilhos. |                              |                                                 |                               |                         |                         |
| |                              |                                                 |                               |                         |                         |
| 2.25 (34) | Segredos                     | Helena Amaral, Isabel Frausto e Fernando Heitor | Jorge Queiroga                | 20 de abril de 2008     | -                       |
| O Eng. Ramires continua empenhado em transformar António num doutor. O passo seguinte é comprar um carro. António entusiasma-se, mas as coisas não lhe vão correr da melhor maneira. O Café do Fánan possui uma curiosidade: um papagaio muito falador que acaba por arranjar uma grande encrenca...e Margarida continua a pensar na bebé que encontrou e entregou à Misericórdia, sonhando poder levá-la para casa um dia. |                              |                                                 |                               |                         |                         |
| |                              |                                                 |                               |                         |                         |
| 2.26 (35) | Ser ou não ser               | Helena Amaral, Isabel Frausto e Fernando Heitor | Jorge Queiroga                | 27 de abril de 2008     | 756 720                 |
| A vinda da avó Perpétua vai afetar a vida de toda a família e levará algum tempo até que todos encontrem harmonia com esta “nova avó”. Os habitantes do Bairro vão-se entusiasmar com uma nova atividade – o Teatro. O Padre Victor organiza uma produção teatral na paróquia com a ajuda de um amigo, e até as crianças são contagiadas e fazem o seu próprio espetáculo. |                              |                                                 |                               |                         |                         |
| |                              |                                                 |                               |                         |                         |
| 2.27 (36) | Roda da fortuna              | Helena Amaral, Isabel Frausto e Fernando Heitor | Jorge Queiroga                | 4 de maio de 2008       | 737 800                 |
| A chegada de um primo do Brasil deixa a família cheia de esperanças de ficar rica e milionária, mas as fortunas do primo Orlando não foram das mais sorridentes e a dura realidade é que nem todos os emigrantes enriquecem e ficam milionários. António estreia-se com sucesso no mundo da construção imobiliária e as atividades teatrais dos habitantes do Bairro seguem o seu rumo com algumas peripécias. |                              |                                                 |                               |                         |                         |
| |                              |                                                 |                               |                         |                         |
| 2.28 (37) | Caça                         | Helena Amaral, Isabel Frausto e Fernando Heitor | Jorge Queiroga                | 11 de maio de 2008      | -                       |
| Margarida recebe a notícia que pode levar a bebé para casa, mas António não reage bem à notícia. António é promovido pelo engenheiro e anda fascinado pelo mundo dos negócios, participando até numa caçada com membros da alta sociedade e governo. As avós Hermínia e Perpétua continuam com as suas desavenças provocando distúrbios na vida da família. |                              |                                                 |                               |                         |                         |
| |                              |                                                 |                               |                         |                         |
| 2.29 (38) | Familiares e amigos          | Helena Amaral, Isabel Frausto e Fernando Heitor | Jorge Queiroga                | 18 de maio de 2008      | -                       |
| A promoção do pai sobe à cabeça de Carlitos que se acha rico e o leva a desprezar os seus amigos de longa data, Luís e Marinho pelo facto de serem pobres. Acaba por perceber que a amizade vale mais que o dinheiro. Depois de muitas desavenças Margarida e António fazem as pazes, ficam com a bebé e fazem o seu batizado com uma grande festa celebrada mais alegremente ainda com a chegada do Toni. |                              |                                                 |                               |                         |                         |
| |                              |                                                 |                               |                         |                         |
| 2.30 (39) | Mudar de vida                | Helena Amaral, Isabel Frausto e Fernando Heitor | Jorge Queiroga                | 1 de junho de 2008      | -                       |
| A vida da família Lopes gira à volta da Maria Rita. Carlitos sente ciúmes por ninguém lhe ligar e faz tudo para chamar a atenção, tentando mesmo arranjar outra família. António recebe luvas de um fornecedor mas fica com um peso na consciência e devolve o dinheiro ao Eng. Ramires. Isabel começa a perceber o seu gosto pela arte de representar e a peça de teatro da paróquia, apesar das peripécias do Dino, acaba por ser um verdadeiro sucesso. |                              |                                                 |                               |                         |                         |
| |                              |                                                 |                               |                         |                         |
| 2.31 (40) | Filhos são cadilhos          | Helena Amaral, Isabel Frausto e Fernando Heitor | Jorge Queiroga                | 15 de junho de 2008     | -                       |
| Margarida sofre e anda entristecida por ter perdido a bebé Maria Rita. Já toda a família estava habituada à bebé. António leva para casa uns documentos do Eng. Ramires e Margarida mais uma vez desconfia da honestidade do engenheiro. Isabel começa a frequentar aulas de teatro no conservatório o que provoca um drama na família e grandes desavenças com o pai que não quer uma filha atriz – uma coisa nada bem vista aos olhos da época. |                              |                                                 |                               |                         |                         |
| |                              |                                                 |                               |                         |                         |

## Terceira Temporada (2009)
| # | Título                     | Argumento                                       | Realização      | Transmissão original    | Audiência (Espetadores) |
| --- | -------------------------- | ----------------------------------------------- | --------------- | ----------------------- | ----------------------- |
| 3.01 (41) | A estreia                  | Helena Amaral, Isabel Frausto e Fernando Heitor | Jorge Queiroga  | 4 de janeiro de 2009    | 926 980                 |
| Toni e os seus colegas começam a sentir as pressões da tropa e da guerra no ultramar, levantando questões nas quais nunca tinham pensado antes. A vida de atriz de Isabel vem destabilizar a harmonia familiar da casa Lopes e as desavenças entre pai e filha tomam tais proporções que chegam a um grave confronto entre os dois. Uma filha atriz não é aceitável para António e ainda por cima chegando com o encenador a altas horas da madrugada. |                            |                                                 |                 |                         |                         |
| |                            |                                                 |                 |                         |                         |
| 3.02 (42) | Gaivotas em terra          | Helena Amaral, Isabel Frausto e Fernando Heitor | Jorge Queiroga  | 11 de janeiro de 2009   | 879 680                 |
| A tensão familiar entre Isabel e os pais aumenta, levando Isabel a discutir inclusive com Náni. Toda esta turbulência emocional leva Isabel a aproximar-se cada vez mais de João Mata. Seguindo as influências da moda e das modelos estrangeiras como a Twiggy, Clara e Náni decidem entrar em dieta. Para comemorar a inauguração das Construções Nova Lisboa, Ramires oferece um jantar aos sócios da empresa.                                      |                            |                                                 |                 |                         |                         |
| |                            |                                                 |                 |                         |                         |
| 3.03 (43) | Tudo a nu                  | Helena Amaral, Isabel Frausto e Fernando Heitor | Jorge Queiroga  | 18 de janeiro de 2009   | 983 730                 |
| Os conflitos de geração e costumes agravam o fosso de comunicação entre Isabel e os pais. Estes continuam a não ver com bons olhos uma carreira de atriz, agravada por uma relação com um homem mais velho. Toni e os seus amigos vivem momentos de preocupação coma tropa e a possível ida para o ultramar. Vivem-se momentos de abertura e modernidade e a nudez começa e ser encarada de frente pelos habitantes do Bairro.                         |                            |                                                 |                 |                         |                         |
| |                            |                                                 |                 |                         |                         |
| 3.04 (44) | À nossa!                   | Helena Amaral, Isabel Frausto e Fernando Heitor | Jorge Queiroga  | 25 de janeiro de 2009   | 974 270                 |
| As crianças descobrem um mendigo no descampado e dentro do espírito natalício, levam-lhe comida e um agasalho. Por coincidência as avós descobrem que o mendigo nos tempos da guerra tinha salvado o António de morrer afogado. Fazem uma surpresa a António convidando-o para a consoada. António e Margarida percebem que os filhos cresceram e vão sair de casa com os amigos para festejar a passagem de ano.                                      |                            |                                                 |                 |                         |                         |
| |                            |                                                 |                 |                         |                         |
| 3.05 (45) | O fado                     | Helena Amaral, Isabel Frausto e Fernando Heitor | Jorge Queiroga  | 1 de fevereiro de 2009  | 964 810                 |
| O desaparecimento do Senhor Samuel e da bebé Maria Rita faz com que todos reúnam os seus esforços para tentarem encontrá-los, recorrendo até a meios pouco usuais como a tentativa de comunicação com o além. |                            |                                                 |                 |                         |                         |
| |                            |                                                 |                 |                         |                         |
| 3.06 (46) | Às portas do Éden          | Helena Amaral, Isabel Frausto e Fernando Heitor | Jorge Queiroga  | 8 de fevereiro de 2009  | 681 040                 |
| A Margarida e a Clara começam a ser mais modernas e a andar de calças! O Bairro entra em crise ao abrir o Éden – um bar de “mulheres da vida”. Começa a cruzada contra as pecadoras tanto pelos mais novos como pelas mais velhas. Isabel aparece na televisão e torna-se no orgulho do Bairro, chega mesmo a ser reconhecida na rua. |                            |                                                 |                 |                         |                         |
| |                            |                                                 |                 |                         |                         |
| 3.07 (47) | Pequenas conquistas        | Helena Amaral, Isabel Frausto e Fernando Heitor | Jorge Queiroga  | 15 de fevereiro de 2009 | 775 630                 |
| Os moradores andam descontentes pelo facto de existir uma casa de alterne no Bairro onde os homens andam a ser “desencaminhados”. Isabel parte em turné e Toni descura os estudos e entra bêbedo em casa para desagrado de António. Todos decidem fazer valer os seus direitos e liberdades. |                            |                                                 |                 |                         |                         |
| |                            |                                                 |                 |                         |                         |
| 3.08 (48) | O casamento                | Helena Amaral, Isabel Frausto e Fernando Heitor | Jorge Queiroga  | 22 de fevereiro de 2009 | 690 500                 |
| Chega a família de António da terra para o casamento do filho por procuração, pois deixou a noiva de esperanças. Vivem-se momentos de tristeza nas despedidas para o Ultramar e toma-se consciência das vicissitudes da guerra colonial. |                            |                                                 |                 |                         |                         |
| |                            |                                                 |                 |                         |                         |
| 3.09 (49) | A ronda do soldadinho      | Helena Amaral, Isabel Frausto e Fernando Heitor | Jorge Queiroga  | 1 de março de 2009      | 841 850                 |
| Continua o drama da guerra colonial com o sobrinho de António em plena guerrilha. Isabel continua em digressão com o seu espetáculo mas António nunca se reconcilia com esta vida de artista da filha. António e Margarida mostram-se preocupados pelos filhos que terão que ir para a guerra. António é levado uma noite para o Éden dando origem a vários problemas.                                                                                 |                            |                                                 |                 |                         |                         |
| |                            |                                                 |                 |                         |                         |
| 3.10 (50) | Linhas cruzadas            | Helena Amaral, Isabel Frausto e Fernando Heitor | Jorge Queiroga  | 8 de março de 2009      | 766 170                 |
| A guerra do ultramar continua a assombrar o dia-a-dia dos habitantes do bairro e da família Lopes. A vida parece que vai correndo melhor: António vende andares na construtora e Margarida compra uma máquina de tricotar para aumentar o volume de negócios da Clarimar. Carlitos e seus amigos aventuram-se pelas telecomunicações e provocam algumas interferências.                                                                                |                            |                                                 |                 |                         |                         |
| |                            |                                                 |                 |                         |                         |
| 3.11 (51) | Rota de colisão            | Helena Amaral, Isabel Frausto e Fernando Heitor | Jorge Queiroga  | 15 de março de 2009     | 756 720                 |
| Neste episódio todo o Bairro assiste à conquista do espaço e cada um tece os seus comentários. O escândalo das misses aparecerem em fato-de-banho é também comentado. António começa a ter problemas na construtora e a ficar preocupado. |                            |                                                 |                 |                         |                         |
| |                            |                                                 |                 |                         |                         |
| 3.12 (52) | Quero e não quero          | Helena Amaral, Isabel Frausto e Fernando Heitor | Jorge Queiroga  | 22 de março de 2009     | 879 880                 |
| António percebe que tem que ir à terra ver a mãe. Carlitos vai ser operado à garganta e está muito preocupado principalmente porque todos o assustam. As malhas na Clarimar revelam-se um sucesso e o negócio vai de vento em popa. Isabel recusa o pedido de casamento de João Mata. Toni vê-se envolvido de novo com a política através de um colega e chega a colocar o Padre Vítor em risco.                                                       |                            |                                                 |                 |                         |                         |
| TERCEIRA PRODUÇÃO (gravação de cinquenta e dois episódios no primeiro semestre de 2009) |                            |                                                 |                 |                         |                         |
| |                            |                                                 |                 |                         |                         |
| 3.13 (53) | Parece impossível          | Helena Amaral, Isabel Frausto e Fernando Heitor | Sérgio Graciano | 29 de março de 2009     | 737 800                 |
| António decide que tem que ir à terra ver a mãe que continua muito doente. Finalmente o Eng. Ramires acaba por deixá-lo ir não sem antes o colocar numa situação da qual António se irá arrepender no futuro. A família inteira acaba por partir para a aldeia apesar das resistências de Toni e Isabel que estão muito embrenhados nas suas vidas próprias. Carlitos e seus amigos descobrem uma fórmula para ficarem ricos.                          |                            |                                                 |                 |                         |                         |
| |                            |                                                 |                 |                         |                         |
| 3.14 (54) | Morte natural              | Helena Amaral, Isabel Frausto e Fernando Heitor | Sérgio Graciano | 5 de abril de 2009      | 718 880                 |
| A família Lopes chega à aldeia e depara-se com D. Perpétua bastante doente. No início os jovens ficam agastados com as condições de vida no campo, mas pouco a pouco a vida rural acaba por conquistá-los. |                            |                                                 |                 |                         |                         |
| |                            |                                                 |                 |                         |                         |
| 3.15 (55) | O luto                     | Helena Amaral, Isabel Frausto e Fernando Heitor | Sérgio Graciano | 12 de abril de 2009     | 737 800                 |
| A família Lopes regressa a Lisboa de luto. A cidade tinha sido varrida por um violento ciclone e vários habitantes do bairro foram afetados. Hermínia resolve tingir a roupa da família de preto para angústia de Isabel e Toni que veem as suas gangas transformadas. Carlitos decide copiá-la. Juntamente com Luís e o seu novo amigo Emídio, tentam aproveitar a situação na escola por estarem “todos” de luto.                                    |                            |                                                 |                 |                         |                         |
| |                            |                                                 |                 |                         |                         |
| 3.16 (56) | A primeira pedra           | Helena Amaral, Isabel Frausto e Fernando Heitor | Sérgio Graciano | 19 de abril de 2009     | 775 630                 |
| António anda preocupado com o atraso das obras, mas o Eng. Ramires decide fazer a cerimónia de lançamento da primeira pedra para acalmar os ânimos dos clientes. Margarida recebe um convite importante, mas que poderá vir a afetar as suas relações com as pessoas que a rodeiam. Carlitos e seus amigos arranjam um animal de estimação muito especial.                                                                                             |                            |                                                 |                 |                         |                         |
| |                            |                                                 |                 |                         |                         |
| 3.17 (57) | A galinha dos ovos de ouro | Helena Amaral, Isabel Frausto e Fernando Heitor | Sérgio Graciano | 26 de abril de 2009     | 586 450                 |
| As heranças dominam a imaginação e vivência dos três amigos. Depois de ser capa de revista, Isabel vê-se perseguida por um fã. António continua nervoso com as obras que voltaram à estaca zero e dá-se conta de que assinar documentos sem os ler poderá trazer sérios dissabores. |                            |                                                 |                 |                         |                         |
| |                            |                                                 |                 |                         |                         |

## Quarta Temporada (2009-2010)
| # | Título                     | Argumento                                       | Realização      | Transmissão original    | Audiência (Espetadores) |
| --- | -------------------------- | ----------------------------------------------- | --------------- | ----------------------- | ----------------------- |
| 4.01 (58) | Onde vais rio que eu canto | Helena Amaral, Isabel Frausto e Fernando Heitor | Sérgio Graciano | 17 de outubro de 2009   | 624 290                 |
| O convite da Madame Vasconcelos vem esfriar as relações entre as sócias Margarida e Clara. António confessa a Margarida as suas desconfianças em relação a André de Carvalho e à Construtora. Carlitos e seus amigos metem-se de novo em apuros e quase chumbam o ano. |                            |                                                 |                 |                         |                         |
| |                            |                                                 |                 |                         |                         |
| 4.02 (59) | Construções Afonso Ramires | Helena Amaral, Isabel Frausto e Fernando Heitor | Sérgio Graciano | 24 de outubro de 2009   | 633 750                 |
| André de Carvalho continua desaparecido, acusado de roubo. A situação de António agrava-se, os compradores perguntam pelas casas e António tem vergonha de os encarar. Isabel segue a sua carreira no Teatro e surge-lhe uma grande oportunidade. Embrenhados no drama de António a família esquece o aniversário de Carlitos. António é insultado em pleno Bairro e não aguenta. |                            |                                                 |                 |                         |                         |
| |                            |                                                 |                 |                         |                         |
| 4.03 (60) | O homem cansado            | Helena Amaral, Isabel Frausto e Fernando Heitor | Sérgio Graciano | 31 de outubro de 2009   | 586 450                 |
| António muito abatido no seguimento dos acontecimentos na Construtora recusa-se a sair de casa. A inesperada visita de Maria Rita vem animar a família Lopes mas traz ao de cima o estado deplorável em que se encontra António. Carlitos anda muito zangado por ninguém o levar à praia e como sempre arranja sarilhos. |                            |                                                 |                 |                         |                         |
| |                            |                                                 |                 |                         |                         |
| 4.04 (61) | Negócios de família        | Helena Amaral, Isabel Frausto e Fernando Heitor | Sérgio Graciano | 7 de novembro de 2009   | 624 290                 |
| Carlitos fica deslumbrado com a onda hippie que anda a varrer o mundo: flores no cabelo, incenso e cores garridas em nome da paz e do amor. Para grande tristeza dos pais Isabel decide sair de casa e ir viver com amigos de ambos os sexos na mesma casa. Margarida e Clara procuram sócios para investir na Clarimar. |                            |                                                 |                 |                         |                         |
| |                            |                                                 |                 |                         |                         |
| 4.05 (62) | Liberdade, liberdade       | Helena Amaral, Isabel Frausto e Fernando Heitor | Sérgio Graciano | 14 de novembro de 2009  | 643 210                 |
| Carlitos abraça a causa hippie e junto com os seus amigos tentam conquistar as raparigas com flores e incenso. Isabel pensa em sair de casa. Margarida e Clara tentam arranjar dinheiro para investir na Clarimar. O Eng. Ramires reaparece na vida da família Lopes. |                            |                                                 |                 |                         |                         |
| |                            |                                                 |                 |                         |                         |
| 4.06 (63) | Made in Portugal           | Helena Amaral, Isabel Frausto e Fernando Heitor | Sérgio Graciano | 21 de novembro de 2009  | 595 910                 |
| António trabalha no Ministério, mas sem entusiasmo. Manuel amigo de Toni regressa de Paris trazendo consigo possíveis sarilhos. Carlitos e seus amigos brincam ao Robim dos Bosques com algumas variantes. |                            |                                                 |                 |                         |                         |
| |                            |                                                 |                 |                         |                         |
| 4.07 (64) | Feminino plural            | Helena Amaral, Isabel Frausto e Fernando Heitor | Sérgio Graciano | 28 de novembro de 2009  | 624 290                 |
| As mulheres demonstram a sua independência: Isabel saiu de casa sem ser para casar causando algum mal-estar na família. Margarida vê-se obrigada a fazer sociedade na Clarimar com o Eng. Ramires de quem ela tanto desconfia, no entanto, consegue impor os seus termos. Carlitos desafia as raparigas para um despique de penalties e Toni descobre uma nova paixão. |                            |                                                 |                 |                         |                         |
| |                            |                                                 |                 |                         |                         |
| 4.08 (65) | Ligados à terra            | Helena Amaral, Isabel Frausto e Fernando Heitor | Sérgio Graciano | 5 de dezembro de 2009   | 699 960                 |
| O romance de Toni e Ilda começa a tomar proporções em que a situação de ambos se complica. António é nomeado chefe de vendas da empresa e todos estão entusiasmados com o novo negócio das Confecções Clarimar. Carlitos anda empenhado em encontrar objetos perdidos e ganhar alvíssaras. |                            |                                                 |                 |                         |                         |
| |                            |                                                 |                 |                         |                         |
| 4.09 (66) | Novos negócios             | Helena Amaral, Isabel Frausto e Fernando Heitor | Sérgio Graciano | 12 de dezembro de 2009  | 567 540                 |
| António ainda com pesadelos por causa da construtora. Inaugura um Supermercado no Bairro que vai despertar a curiosidade dos moradores e a preocupação dos comerciantes por causa da concorrência. Eng. Ramires abre os novos escritórios para a sociedade com Margarida e Clara e António é nomeado chefe de vendas. |                            |                                                 |                 |                         |                         |
| |                            |                                                 |                 |                         |                         |
| 4.10 (67) | Tempo de mudança           | Helena Amaral, Isabel Frausto e Fernando Heitor | Sérgio Graciano | 10 de janeiro de 2010   | 662 130                 |
| Toni e Ilda passam uns dias fora juntos, estão muito apaixonados. D. Vitória e Nani fazem aposta para ver qual é a melhor vendedora. Abre um Supermercado no Bairro o que é uma grande inovação. Self-service não era habitual para a época, a sopa de pacote e peixe congelado vão parar à mesa dos Lopes. Carlitos e seus amigos não escapam e apanham uma barrigada de Tulicreme. |                            |                                                 |                 |                         |                         |
| |                            |                                                 |                 |                         |                         |
| 4.11 (68) | Separações                 | Helena Amaral, Isabel Frausto e Fernando Heitor | Sérgio Graciano | 17 de janeiro de 2010   | 595 910                 |
| Toni insiste em querer casar com Ilda e vão falar com o Padre Victor. Carlitos e amigos preocupados com o colega Tomé que está triste por os pais se terem separado. As Confecções Clarimar com António como chefe de vendas vão de vento em popa. |                            |                                                 |                 |                         |                         |
| |                            |                                                 |                 |                         |                         |
| 4.12 (69) | Fúria de viver             | Helena Amaral, Isabel Frausto e Fernando Heitor | Sérgio Graciano | 24 de janeiro de 2010   | 605 370                 |
| António descobre o romance entre Toni e Ilda. António anda desgostoso com os filhos. Começam a circular boatos sobre Ilda e Toni enfurece-se. Diz que vai casar com ela. Ilda quer acreditar neste amor, mas sendo mais velha e mãe solteira sabe que não será bem aceite. |                            |                                                 |                 |                         |                         |
| |                            |                                                 |                 |                         |                         |
| 4.13 (70) | A passagem                 | Helena Amaral, Isabel Frausto e Fernando Heitor | Sérgio Graciano | 31 de janeiro de 2010   | 718 880                 |
| António e Margarida andam preocupados com Toni. Carlitos e seus amigos roubam chocolates no Supermercado e nem dormem com medo de irem parar à prisão. Margarida faz uma passagem de modelos que é um sucesso. No Bairro continua o falatório sobre o romance de Toni e Ilda. |                            |                                                 |                 |                         |                         |
| |                            |                                                 |                 |                         |                         |
| 4.14 (71) | Vida enganada              | Helena Amaral, Isabel Frausto e Fernando Heitor | Sérgio Graciano | 7 de fevereiro de 2010  | 595 910                 |
| Depois de um Natal em que nem toda a família Lopes esteve junta, todos prometem passar o ano novo juntos, pelo menos a meia-noite. As pressões e os mexericos em torno da relação entre Toni e Ilda vão aumentando, levando Hermínia a ir falar com Ilda para que acabe rapidamente com aquela situação. Margarida continua com dúvidas sobre a proposta feita pelo Eng. Ramires sobre a compra da sociedade e pede ajuda a Toni. |                            |                                                 |                 |                         |                         |
| |                            |                                                 |                 |                         |                         |
| 4.15 (72) | Ó Zé aperta o cinto        | Helena Amaral, Isabel Frausto e Fernando Heitor | Sérgio Graciano | 14 de fevereiro de 2010 | 690 500                 |
| Depois dos acontecimentos dramáticos do final do ano, Toni, ainda muito abatido, passa os dias em casa sem saber o que fazer. Margarida decide tirar a carta de condução, mas ninguém acredita que ela consiga passar no exame. No ateliê de costura os problemas sucedem-se, e o Eng. Ramires começa a pensar em novos negócios enquanto que Clara e Margarida discutem soluções para reduzir as despesas. Na boutique, a falta de clientes deixa Hermínia preocupada. |                            |                                                 |                 |                         |                         |
| |                            |                                                 |                 |                         |                         |
| 4.16 (73) | Primavera                  | Helena Amaral, Isabel Frausto e Fernando Heitor | Sérgio Graciano | 21 de fevereiro de 2010 | 576 990                 |
| A família Lopes prepara-se para receber uma prima vinda da terra. Carlos não se mostra muito contente com a vinda da prima e começa a pensar num plano para se livrar dela, mas ao vê-la rapidamente muda de ideias. Os problemas no ateliê de costura e a falta de dinheiro geram discussões entre António e Margarida. Eng. Ramires recusa-se a investir mais dinheiro no atelier e fala sobre dispensar funcionários, Dino, preocupado, começa a procurar emprego. Isabel vai pedir explicações de literatura a Vítor, este fica muito perturbado com o ambiente que se gera entre os dois. Toni decide conciliar o trabalho nas obras com o curso de direito à noite fazendo assim as pazes com o pai. |                            |                                                 |                 |                         |                         |
| |                            |                                                 |                 |                         |                         |
| 4.17 (74) | Contos velhos, rumos novos | Helena Amaral, Isabel Frausto e Fernando Heitor | Sérgio Graciano | 28 de fevereiro de 2010 | 501 320                 |
| Toni sente dificuldades de integração com os seus companheiros na obra, onde a falta de condições de segurança são visíveis e ninguém faz nada para mudar. Nazaré decide ir trabalhar para o café do Fánan mesmo contra a vontade de António. Emílio ganha uma bicicleta nova o que deixa os amigos incrédulos e cheios de inveja. Os preparativos para a viagem a Angola levam António ao Instituto de Medicina Tropical onde conhece Elisa. |                            |                                                 |                 |                         |                         |
| |                            |                                                 |                 |                         |                         |
| 4.18 (75) | Angola é nossa             | Helena Amaral, Isabel Frausto e Fernando Heitor | Sérgio Graciano | 14 de março de 2010     | 662 130                 |
| António e Ramires partem para Angola deixando os problemas do atelier com Margarida e Clara que não encontram outra saída senão dispensar funcionárias. Nazaré anda muito desgostosa e só pensa em encontrar o namorado que a deixou na terra e veio para Lisboa. Na escola as coisas não andam a correr bem aos três amigos que acabam por ter as piores notas da turma nos testes. Toni continua a reclamar por mais condições de segurança na obra, entrando em conflito com os colegas e com o patrão. |                            |                                                 |                 |                         |                         |
| |                            |                                                 |                 |                         |                         |
| 4.19 (76) | Love story                 | Helena Amaral, Isabel Frausto e Fernando Heitor | Sérgio Graciano | 21 de março de 2010     | 406 730                 |
| António regressa de Angola e relata a sua viagem à família. Na escola, o aparecimento de um novo aluno de cor, vindo das colónias vai dividir opiniões. António reencontra Elisa e convida-a para um café, a conversa animada faz com que ele deixe Margarida à espera dele para uma ida ao cinema. Fánan prepara-se para transformar o seu café em restaurante, pois os petiscos confecionados por Nazaré são um sucesso. Na fábrica de confeções a situação é cada vez mais difícil e o negócio que poderia ser a salvação da empresa “vai por água abaixo” para desespero de todos. |                            |                                                 |                 |                         |                         |
| |                            |                                                 |                 |                         |                         |
| 4.20 (77) | Fé, esperança e boato      | Helena Amaral, Isabel Frausto e Fernando Heitor | Sérgio Graciano | 11 de abril de 2010     | 435 110                 |
| Os paroquianos ficam surpreendidos ao ver um padre africano a celebrar a missa. No renovado café do Fánan todos se deliciam com os petiscos de Nazaré, mas esta só pensa em encontrar Zé Maria. O Eng. Ramires surpreende ao convocar uma reunião ao domingo para revelar a possibilidade de um novo negócio, que seria a salvação da empresa, deixando todos bastante desconfiados… António evita reencontrar Elisa, mas o destino surpreende-o… |                            |                                                 |                 |                         |                         |
| |                            |                                                 |                 |                         |                         |
| 4.21 (78) | Mês de Maria               | Helena Amaral, Isabel Frausto e Fernando Heitor | Sérgio Graciano | 18 de abril de 2010     | 482 400                 |
| A amizade entre António e Elisa faz com que este descubra os encantos da música clássica para desespero de todos lá em casa, em especial Margarida. Hermínia preocupada com a saúde da filha sugere irem passar uns tempos à terra. Eng. Ramires faz tudo para impressionar Manuela, mas desta vez consegue muito mais do que a atenção da secretária… Apesar dos avisos de Toni sobre a falta de segurança na obra, o pior acaba por acontecer… |                            |                                                 |                 |                         |                         |
| |                            |                                                 |                 |                         |                         |
| 4.22 (79) | Tempos difíceis            | Helena Amaral, Isabel Frausto e Fernando Heitor | Sérgio Graciano | 2 de maio de 2010       | 614 830                 |
| António leva Margarida e Hermínia para a terra e regressa rapidamente a Lisboa, onde a ausência de Margarida lhe dá mais tempo para poder estar com Elisa. Na paróquia realiza-se o funeral de Adelino, Toni não de conforma com a morte “acidental” do colega e decide tomar uma atitude que lhe vai trazer alguns problemas. A ausência da mãe e da avó na terra traz a casa dos Lopes uma nova rotina. Para Carlos a felicidade inicial desta nova “liberdade” vai transformar-se em mais uma lição sobre a vida em família. O reencontro entre Nazaré e Zé Maria revela um segredo que deixa Nazaré em grande desespero.                                                                               |                            |                                                 |                 |                         |                         |
| |                            |                                                 |                 |                         |                         |
| 4.23 (80) | A ínclita geração          | Helena Amaral, Isabel Frausto e Fernando Heitor | Sérgio Graciano | 16 de maio de 2010      | 406 730                 |
| Carlos continua a aproveitar a ausência da mãe e da avó para faltar às aulas, mas os exames finais aproximam-se… As desculpas de António para não ir à terra começam a deixar Margarida e Hermínia desconfiadas, levando Hermínia a regressar a Lisboa, onde rapidamente se apercebe que a casa está desgovernada. António faz planos para passar o fim-de-semana com Elisa, mas o regresso inesperado de Margarida faz com que ele avalie as suas prioridades... Com o regresso da avó e da mãe a serenidade regressa à família Lopes. |                            |                                                 |                 |                         |                         |
| |                            |                                                 |                 |                         |                         |

## Quinta Temporada (2010-2011)
| # | Título                                   | Argumento                                         | Realização      | Transmissão original    | Audiência (Espetadores) |
| --- | ---------------------------------------- | ------------------------------------------------- | --------------- | ----------------------- | ----------------------- |
| 5.01 (81) | Os tempos estão a mudar                  | Luís Filipe Borges, Nuno Duarte e Tiago R. Santos | Sérgio Graciano | 14 de novembro de 2010  | 804 010                 |
| Estamos em 1972, finalmente Carlos vai de férias ao Algarve. Mas a descoberta de um pelo na face vai servir para uma nova revelação...ele já é um Homem. No prédio de Isabel o ambiente anda tenso e na Universidade as coisas também não estão melhores e Toni envolve-se em confusões. Para António vítima de um assalto na loja de móveis as coisas também não correm bem. |                                          |                                                   |                 |                         |                         |
| |                                          |                                                   |                 |                         |                         |
| 5.02 (82) | Em tons de inveja                        | Luís Filipe Borges, Nuno Duarte e Tiago R. Santos | Sérgio Graciano | 21 de novembro de 2010  | 756 720                 |
| Dino leva Eugénia a sair, Emídio passa a noite em casa de Carlos onde brincam com o novo gravador oferecido por Dino. Toni e Gabi andam frustrados com a censura exercida nos artigos que escrevem para o jornal. Um almoço a Almeirim transforma-se em mais uma aventura para a família Lopes. |                                          |                                                   |                 |                         |                         |
| |                                          |                                                   |                 |                         |                         |
| 5.03 (83) | Quase um de nós                          | Luís Filipe Borges, Nuno Duarte e Tiago R. Santos | Sérgio Graciano | 28 de novembro de 2010  | 747 260                 |
| D. Hermínia é vítima de um “conto do vigário” e a família Lopes vê-se privada da televisão. Para Carlos é uma tragédia mas todos sentem falta daquela caixa mágica que sem duvida mudou os hábitos de vida, desde a sua entrada naquela casa 4 anos antes. Na tipografia, António encontra-se numa situação muito difícil ao ter de dispensar trabalhadores. |                                          |                                                   |                 |                         |                         |
| |                                          |                                                   |                 |                         |                         |
| 5.04 (84) | Dois dias em dezembro                    | Luís Filipe Borges, Nuno Duarte e Tiago R. Santos | Sérgio Graciano | 5 de dezembro de 2010   | 747 260                 |
| A curiosidade sobre o sexo oposto leva Luís a arranjar um livro muito especial que partilha com os seus dois amigos. O sexo passa a ser o tema de conversa entre os três. A família Lopes encontra-se novamente a “contas” com a justiça. António recebe uma notificação e Toni recebe a visita dos inspetores da DGS. |                                          |                                                   |                 |                         |                         |
| |                                          |                                                   |                 |                         |                         |
| 5.05 (85) | Natal irrepetível                        | Luís Filipe Borges, Nuno Duarte e Tiago R. Santos | Sérgio Graciano | 12 de dezembro de 2010  | 633 750                 |
| O Natal aproxima-se, mas em casa da família Lopes as preocupações são muitas. Toni continua preso e a tropa aproxima-se para ele. António por sua vez tenta encontrar o Eng. Ramires no intuito deste lhe arranjar uma solução para o seu problema. Uma inundação em casa de Isabel é o pretexto para uma reaproximação desta a Vítor. |                                          |                                                   |                 |                         |                         |
| |                                          |                                                   |                 |                         |                         |
| 5.06 (86) | Ano velho, vida nova                     | Luís Filipe Borges, Nuno Duarte e Tiago R. Santos | Sérgio Graciano | 9 de janeiro de 2011    | 491 860                 |
| No fim do ano de 1972 a gripe assolava o país e António é o mais atingido da família. Toni anda muito nervoso e teme encontrar a convocatória para o serviço militar cada vez que vai ao correio, e o retorno inesperado de uma velha amiga vai baralhar ainda mais a vida de Toni. A reaproximação entre Isabel e Vítor volta a ver tema de falatório. Emídio vai contar com a ajuda dos amigos para encontrar os seus pais. Mas algo vai marcar esta passagem de ano para sempre na vida de Carlos. |                                          |                                                   |                 |                         |                         |
| |                                          |                                                   |                 |                         |                         |
| 5.07 (87) | O casamento                              | Luís Filipe Borges, Nuno Duarte e Tiago R. Santos | Sérgio Graciano | 16 de janeiro de 2011   | 662 130                 |
| Dino e Eugenia estão muito nervosos com o casamento. António e Margarida tentam chamá-los à razão, usando o exemplo da sólida união de 25 anos como trunfo. Carlos sente-se infeliz por ter de usar roupas velhas. Toni revive momentos de paixão com Helena, fazendo com que Gabi se afaste. |                                          |                                                   |                 |                         |                         |
| |                                          |                                                   |                 |                         |                         |
| 5.08 (88) | As coisas que não queremos ver           | Luís Filipe Borges, Nuno Duarte e Tiago R. Santos | Sérgio Graciano | 30 de janeiro de 2011   | 605 370                 |
| Isabel recebe a visita de um velho amigo que quer que ela vá com ele para França. António espreita Margarida que chega das aulas acompanhada pelo professor e sente-se invadido pelo ciúme e pressiona-a para desistir das aulas. A febre de Carlos pelo sexo oposto leva-o a ser repreendido pelo pai, que aponta o exemplo de Emídio como um caminho a seguir. Sem poder adiar mais Toni conta finalmente à família que recebeu a convocatória para a tropa. |                                          |                                                   |                 |                         |                         |
| |                                          |                                                   |                 |                         |                         |
| 5.09 (89) | O passado não perdoa                     | Luís Filipe Borges, Nuno Duarte e Tiago R. Santos | Sérgio Graciano | 6 de fevereiro de 2011  | 775 630                 |
| A polícia aparece no bairro e na tipografia, a fazer perguntas sobre António. Este, por sua vez, tem dificuldades em falar com o advogado que o Eng. Ramires lhe arranjou. Na paróquia Isabel e o Padre Vítor tentam resolver o problema de uma paroquiana que foi explorada durante anos pelo patrão. No bairro o ar galante de Toni fardado é motivo de falatório entre as mulheres. |                                          |                                                   |                 |                         |                         |
| |                                          |                                                   |                 |                         |                         |
| 5.10 (90) | A honra dos Lopes                        | Luís Filipe Borges, Nuno Duarte e Tiago R. Santos | Sérgio Graciano | 13 de fevereiro de 2011 | 756 720                 |
| António é detido pela Polícia Judiciária, deixando a família desorientada. No bairro a família Lopes incluindo Carlos, sofrem com o afastamento e desdém de amigos e vizinhança. Nazaré fica muito perturbada com um boato que corre no bairro sobre ela e Abílio. Margarida dá uma bofetada ao Eng. Ramires, quando este sugere a António que o melhor é declarar-se culpado à polícia. Ao ser confrontado por Carlos sobre o motivo da sua prisão António garante ao filho que irá lutar pela sua inocência até às últimas consequências. |                                          |                                                   |                 |                         |                         |
| |                                          |                                                   |                 |                         |                         |
| 5.11 (91) | Media culpa                              | Luís Filipe Borges, Nuno Duarte e Tiago R. Santos | Sérgio Graciano | 20 de fevereiro de 2011 | 718 880                 |
| A paixão eterna de Carlos por Nônô começa a ser retribuída e os encontros são combinados na hora de levar o lixo à rua. Uma notícia sobre a suposta fraude com a fotografia de António como principal suspeito, faz subir o tom acusatório da vizinhança, só Dino acredita na inocência do amigo. Padre Vítor é aconselhado a fazer um retiro, para dissipar quaisquer dúvidas em relação à sua vocação. Helena aparece em casa dos Lopes e diz que António foi vítima de uma cilada e que a chave para o salvar pode estar em Suzete, a secretária e amante do Eng. Ramires. |                                          |                                                   |                 |                         |                         |
| |                                          |                                                   |                 |                         |                         |
| 5.12 (92) | Cartas de amor e ódio                    | Luís Filipe Borges, Nuno Duarte e Tiago R. Santos | Sérgio Graciano | 20 de fevereiro de 2011 | 718 880                 |
| Nônô continua a não aparecer aos encontros com Carlos. António reage mal quando os amigos juntam dinheiro para o ajudar, mas acaba arrependido com a sua atitude. Com a ajuda de Clara, Suzete acaba por aparecer na boutique. Nazaré descobre que o boato criado no bairro sobre a sua dignidade foi afinal criado pelo próprio Abílio e não lhe perdoa. Lalá, mãe de Helena, aparece em casa dos Lopes e faz chantagem com Toni. Suzete deixa uma carta com provas que ilibam António de toda a trama de que é acusado. Este procura o Eng. Ramires e dá-lhe um murro cortando para sempre a ilusão de uma suposta amizade de anos.                                                                                   |                                          |                                                   |                 |                         |                         |
| |                                          |                                                   |                 |                         |                         |
| 5.13 (93) | Um segredo após Fátima                   | Luís Filipe Borges, Nuno Duarte e Tiago R. Santos | Sérgio Graciano | 27 de fevereiro de 2011 | 681 040                 |
| Nani reconforta Isabel que não consegue esquecer Padre Vítor que se foi embora sem dizer nada. Em Fátima a família reza: Hermínia pede à Virgem para perdoar Isabel e que a faça esquecer o Padre Vítor. António pede para nunca perder Margarida que, por sua vez, pede proteção para o seu filho Toni na tropa. Intensificam-se os boatos sobre Isabel e o recém-chegado Vítor que deixa de ser padre assumindo o seu amor por Isabel. Uma sociedade feita no Totobola deixa todos em euforia pois estão perto de fazer um 12 levando-os a crer que vão ficar ricos. Isabel chega a casa acompanhada de Vítor e comunica à família a relação entre os dois. António furioso diz que nunca mais quer ver a filha.      |                                          |                                                   |                 |                         |                         |
| |                                          |                                                   |                 |                         |                         |
| 5.14 (94) | Um doze não é treze                      | Luís Filipe Borges, Nuno Duarte e Tiago R. Santos | Sérgio Graciano | 27 de fevereiro de 2011 | 681 040                 |
| Nani reconforta Isabel que não consegue esquecer Padre Vítor que se foi embora sem dizer nada. Abílio pede Nazaré novamente em casamento que não lhe responde. Hermínia é muito dura com a neta Isabel, diz-lhe para guardar o que sente e não casar com Vítor. O Sr. Martins põe a tipografia à venda e, apesar de garantir que ninguém vai ser despedido, a confusão instala-se entre os trabalhadores. Carlos esconde o postal com as notas da escola mas a avó acaba por encontrá-lo. Isabel e Vítor tentam ser aceites na família e lutam sem desistir dividindo opiniões no seio da família e amigos. |                                          |                                                   |                 |                         |                         |
| |                                          |                                                   |                 |                         |                         |
| 5.15 (95) | Vamos a jogo                             | Luís Filipe Borges, Nuno Duarte e Tiago R. Santos | Sérgio Graciano | 6 de março de 2011      | 624 290                 |
| O clima de tensão na família aumenta por causa da relação entre Isabel e o ex-padre Vítor. Margarida discute com António e Carlos sofre ao ouvir os pais discutir. A equipa de futebol dos três amigos é humilhada e goleada. Na tipografia os homens acham que o Sr. Martins vai vender o espaço para um supermercado. Vítor vê a sua mãe repudiar a sua mudança de vida, enquanto aos poucos a família Lopes vai aceitando o amor entre Vítor e Isabel levando a que Margarida vá pedir ao Padre Fernando para os casar. A equipa de futebol tem uma segunda oportunidade… |                                          |                                                   |                 |                         |                         |
| |                                          |                                                   |                 |                         |                         |
| 5.16 (96) | Terna é a noite                          | Luís Filipe Borges, Nuno Duarte e Tiago R. Santos | Sérgio Graciano | 6 de março de 2011      | 624 290                 |
| O Sr. Martins comunica que vai abrir falência e propõe vender a tipografia aos trabalhadores por apenas 1 escudo. Vítor e Isabel continuam nas bocas do mundo. Carlos faz um peditório em nome da Virgem para arranjar dinheiro para comprar uma prenda para a irmã. Toni faz o juramento de bandeira deixando Carlos orgulhoso do irmão. Padre Fernando diz que aceita casar Isabel e Vítor pela Igreja em sigilo. Carlos é descoberto com o seu falso peditório, mas mesmo assim, é o único que leva presente de casamento à irmã que finalmente casa com Vítor e vê chegar à secreta e madrugadora cerimónia alguns amigos e vizinhos…                                                                               |                                          |                                                   |                 |                         |                         |
| |                                          |                                                   |                 |                         |                         |
| 5.17 (97) | Aquele verão                             | Luís Filipe Borges, Nuno Duarte e Tiago R. Santos | Sérgio Graciano | 13 de março de 2011     | 652 670                 |
| Dino e Eugénia estão muito preocupados porque o supermercado onde Eugénia trabalha vai ser trespassado. Toni fica muito perturbado ao ler a notícia do casamento de Helena. Nani farta de estar sozinha marca um encontro com um rapaz sob aprovação de Vitória que acha o ato muito romântico. Os rapazes comentam a ausência dos pais à noite em casa e falam sobre o casamento. Dino e António encontram-se no médico e fingem os dois estar com gripe, escondendo, um do outro, o facto de terem ambos o mesmo problema: Falta de apetite sexual. Isabel ajuda Nani a encontrar o companheiro certo e os rapazes vão com Vitória à rádio. Toni fica a saber que vai embarcar para Moçambique.                       |                                          |                                                   |                 |                         |                         |
| |                                          |                                                   |                 |                         |                         |
| 5.18 (98) | O chão debaixo dos nossos pés            | Luís Filipe Borges, Nuno Duarte e Tiago R. Santos | Sérgio Graciano | 20 de março de 2011     | 652 670                 |
| Uma nova vizinha chega ao bairro com uma filha da idade de Carlos provocando o falatório entre a vizinhança e o entusiasmo entre os três amigos. Toni confessa aos camaradas que ainda não teve coragem para contar à família a sua mobilização para Moçambique. Em Lisboa, alguns alimentos e produtos escasseiam e no bairro cresce a preocupação de serem todos desalojados por causa das obras na 2ª circular. Carlos aproxima-se de Ana Paula, a nova vizinha, perante a inveja dos amigos. António e Margarida são surpreendidos a namorar dentro do carro pela GNR. Toni informa finalmente a família que foi mobilizado para a guerra em Moçambique. A tristeza abate-se sobre a família Lopes.                 |                                          |                                                   |                 |                         |                         |
| |                                          |                                                   |                 |                         |                         |
| 5.19 (99) | Boatos e factos                          | Luís Filipe Borges, Nuno Duarte e Tiago R. Santos | Sérgio Graciano | 27 de março de 2011     | 785 090                 |
| A família Lopes vive dias de angústia pela ida de Toni para a guerra. Carlos rebela-se contra o excesso de trabalhos de casa no liceu e incita uma revolta entre os colegas, queimando os livros e cadernos. Eugénia alerta Margarida para a eventual concorrência por parte de Ivone na nova loja do supermercado. A cooperativa na tipografia está formada e elegem Esteves como gerente perante a desilusão de António. Carlos é apanhado e arrepende-se de ter queimado os livros da escola. No café do Fánan os vizinhos reúnem-se em assembleia para discutir os problemas do bairro, notando-se a ausência da família Lopes que faz o jantar de despedida de Toni que embarca para Moçambique na manhã seguinte. |                                          |                                                   |                 |                         |                         |
| |                                          |                                                   |                 |                         |                         |
| 5.20 (100) | Uma decisão e tudo muda                  | Luís Filipe Borges, Nuno Duarte e Tiago R. Santos | Sérgio Graciano | 3 de abril de 2011      | 605 370                 |
| Margarida vê Ivone à conversa com António à noite na rua e fica indignada e ciumenta. Isabel espera toda a noite por Vítor que não aparece. Começa a correr o boato que Camões é rico e já não vai abrir o quiosque dos jornais. A tipografia recebe uma grande encomenda, mas o novo livro do General Spínola divide opiniões devido ao seu conteúdo sobre a guerra nas colónias. No bairro continuam as conjeturas sobre as razões do eventual desalojamento – fala-se agora da construção de uma central nuclear. Os rapazes fazem uma incursão noturna na nova loja do supermercado e descobrem os encantos do corpo feminino dançando com os manequins desnudados e em roupa interior.                             |                                          |                                                   |                 |                         |                         |
| |                                          |                                                   |                 |                         |                         |
| 5.21 (101) | Mais vale uma na mão, do que duas a voar | Luís Filipe Borges, Nuno Duarte e Tiago R. Santos | Sérgio Graciano | 10 de abril de 2011     | 595 910                 |
| O despertar dos sentidos e a crescente obsessão pelo sexo oposto põe os três rapazes arquitetar um esquema que torne real o objeto das suas fantasias. Mas, mais uma vez, o feitiço virar-se-á contra o feiticeiro… É dia de pagamento na tipografia, mas António e Esteves deparam-se com um problema na hora de abrir o cofre. Quando os sócios da cooperativa começam a desesperar e a acusar António a solução do problema surge de onde menos se espera. |                                          |                                                   |                 |                         |                         |
| |                                          |                                                   |                 |                         |                         |
| 5.22 (102) | Filmes, filhos e fritos                  | Luís Filipe Borges, Nuno Duarte e Tiago R. Santos | Sérgio Graciano | 17 de abril de 2011     | 529 700                 |
| Carlos vive a dúvida do amor entre Ana Paula e Nônô, vai tentar ficar com as duas mas a experiência trar-lhe-á ensinamentos para o resto da sua vida. Nazaré acha que está grávida e quando confessa o seu segredo a Margarida, Hermínia ouve a conversa e acha que é a filha que está de esperanças. A confusão no bairro por causa do boato do desalojamento continua e Ivone decide pedir ajuda ao ex-marido que mais uma vez a vai enganar. Isabel e Vítor vivem os seus primeiros dias atribulados por causa da mãe dele e dos problemas com a falta de dinheiro e Vitória vê o seu novo pretendente encantar-se por Hermínia.                                                                                     |                                          |                                                   |                 |                         |                         |
| |                                          |                                                   |                 |                         |                         |
| 5.23 (103) | Reina a ordem em todo o país             | Luís Filipe Borges, Nuno Duarte e Tiago R. Santos | Sérgio Graciano | 24 de abril de 2011     | 463 490                 |
| Margarida anda preocupada com a sua mãe que anda com muitas saídas e tarda sempre a chegar a casa. Carlos recupera a sua namorada Ana Paula, mas nada o distrai na hora de preencher os “cupões” do concurso “Bom Observador”. No Café do Fánan, ouve-se e comenta-se as notícias sobre os acontecimentos dos militares nas Caldas e o consequente aumento de polícia nas ruas o que pode por em perigo a reunião de moradores. Margarida é eleita representante dos moradores e finalmente é dissipado o boato sobre a demolição do bairro para alívio de todos. O esforço de Carlos no concurso do “Bom Observador” dá os seus frutos e Carlos ganha o primeiro prémio…                                               |                                          |                                                   |                 |                         |                         |
| |                                          |                                                   |                 |                         |                         |
| 5.24 (104) | A mudança                                | Luís Filipe Borges, Nuno Duarte e Tiago R. Santos | Sérgio Graciano | 25 de abril de 2011     | 870 220                 |
| Abril de 1974. A família Lopes discute o destino do prémio que Carlos ganhou no concurso do “Bom Observador”, a casa nova. Toni recebe em Moçambique com espanto a notícia do feito do irmão. Dino fica radiante ao tomar conhecimento que Eugénia está de esperanças. Conceição percebe finalmente que Isabel gosta do seu filho Vítor e promove as tréguas com ela. António recebe um aviso do ministério que lhe acaba com a licença sem vencimento e o pressiona para voltar, sob a pena de perder o direito à casa de família, no bairro onde sempre viveram. |                                          |                                                   |                 |                         |                         |
| |                                          |                                                   |                 |                         |                         |

## Sexta Temporada (2019-2020)
| # | Título         | Argumento                                             | Realização                | Transmissão original    | Audiência (Rating) |
| --- | -------------- | ----------------------------------------------------- | ------------------------- | ----------------------- | ------------------ |
| QUARTA PRODUÇÃO (gravação de cinquenta e dois episódios no segundo semestre de 2019) |                |                                                       |                           |                         |                    |
| |                |                                                       |                           |                         |                    |
| 6.01 (105) | Episódio n.º1  | André Tenente, João Félix, Miguel Simal e Pedro Lopes | Hugo Xavier e Paulo Brito | 7 de dezembro de 2019   | 5,9%               |
| Preparam tudo para a passagem de ano, Carlos chega a casa de família com uma garrafa de champanhe, diz que tem uma festa do trabalho e não pode ficar. Inácio surpreende Isabel e tira do bolso uma pequena caixa de jóias. Pede-a em casamento, Isabel não sabe como reagir, as lágrimas surgem-lhe nos olhos. Margarida está preocupada com o novo negócio que António quer montar. Pergunta-lhe quando é que ele está a pensar contar aos filhos. António acredita que parque de campismo vai ser bom para os filhos, vai contar-lhes a ideia na hora de almoço.                                                |                |                                                       |                           |                         |                    |
| |                |                                                       |                           |                         |                    |
| 6.02 (106) | Episódio n.º2  | André Tenente, João Félix, Miguel Simal e Pedro Lopes | Hugo Xavier e Paulo Brito | 14 de dezembro de 2019  | 6,4%               |
| No início de 1984 a crise em Portugal era sentida por todos. Ainda assim havia quem contrariasse a crise e António dirige-se ao banco para pedir empréstimo para o seu novo negócio. António farto de esperar, está desanimado e reclama. António olha para Luís Almeida, gerente do banco, e reconhecem-se mutuamente. António fica atrapalhado, Luís larga o seu sorriso quando estende a mão a António. Diz que é novo gerente da dependência. |                |                                                       |                           |                         |                    |
| |                |                                                       |                           |                         |                    |
| 6.03 (107) | Episódio n.º3  | André Tenente, João Félix, Miguel Simal e Pedro Lopes | Hugo Xavier e Paulo Brito | 21 de dezembro de 2019  | 6,4%               |
| Nos anos 80 um novo espírito de aventura nascia no imaginário de todos os portugueses e nenhuma prova despertava mais interesse do que o Paris-Dakar. Margarida desanimada desabafa com António, diz que tem poucos clientes, desejava que a loja estivesse na Av. De Roma ou da Liberdade, tinha mais clientela e mais novos. Na Francesinha conversam com Zé que diz que conhece uma pessoa que tem uma fábrica em Setúbal que faz calças para a Lois e para a Levis. |                |                                                       |                           |                         |                    |
| |                |                                                       |                           |                         |                    |
| 6.04 (108) | Episódio n.º4  | André Tenente, João Félix, Miguel Simal e Pedro Lopes | Hugo Xavier e Paulo Brito | 28 de dezembro de 2019  | 6,4                |
| Em fevereiro de 1984, com o constante apertar do cinto a que o FMI obrigava, os portugueses viviam em sérias dificuldades. Em casa dos Lopes Herminia prepara-se para sair. Margarida fica surpreendida e não concorda que a mãe saia de casa àquelas horas da noite. Toni está frustrado não quer que o filho volte para Alemanha. Conversa com Isabel sobre a hipótese de pedir a guarda de Simão. Ao telefone com Carlos, António diz que em princípio consegue o empréstimo, mas ainda não tem a certeza. Quer que Carlos passe para ver o terreno.                                                            |                |                                                       |                           |                         |                    |
| |                |                                                       |                           |                         |                    |
| 6.05 (109) | Episódio n.º5  | André Tenente, João Félix, Miguel Simal e Pedro Lopes | Hugo Xavier e Paulo Brito | 4 de janeiro de 2020    | 5,7%               |
| Na década de 80 foram raras as famílias que não tiveram de lidar diretamente com o flagelo da droga. Portugal tinha-se tornado numa das portas de entrada do narcotráfico na Europa e muitos foram os jovens que ficaram agarrados ao vício da heroína e tentavam por todos os meios arranjar dinheiro para a próxima dose. Carlos leva Emídio para sua casa. É dia 25 de Abril de 1984 na casa da família Lopes comentam o flagelo da droga e António diz que no outro dia ao passar de Campo de Ourique para Alcântara teve medo ao passar na zona do Casal Ventoso com gente sentada nos passeios a injetar-se. |                |                                                       |                           |                         |                    |
| |                |                                                       |                           |                         |                    |
| 6.06 (110) | Episódio n.º6  | André Tenente, João Félix, Miguel Simal e Pedro Lopes | Hugo Xavier e Paulo Brito | 11 de janeiro de 2020   | 5,6%               |
| Os meses antes do verão de 84 foram marcados por um dos atentados das FP25 e pelo acidente de Joaquim Agostinho. Toni e Cardoso falam das FP25 e de Mário, conhecido de Toni. Toni não sabe como contactá-lo sem ter polícia em cima dele. Cardoso liga a um PJ seu conhecido. Carlos e Emídio fazem jogging, Emídio fica chateado por Carlos estar sempre a dar-lhe na cabeça. Falam do atentado das FP25, Zé e Amparo recriminam o que eles andam a fazer, Toni diz que muitos não tinham noção onde isto ia acabar.                                                                                             |                |                                                       |                           |                         |                    |
| |                |                                                       |                           |                         |                    |
| 6.07 (111) | Episódio n.º7  | André Tenente, João Félix, Miguel Simal e Pedro Lopes | Hugo Xavier e Paulo Brito | 18 de janeiro de 2020   | 6,9%               |
| Isabel inscreveu-se num casting para uma telenovela, Inácio disfarça que está desagradado. Disfarça e fala da ida ao parque de campismo, diz que não quer dormir no parque campismo mas Isabel acha que pais não vão gostar. Carlos e Emídio bebem e dançam, Maria chega e dá cocaína a Emídio. Inácio pronto para sair para o parque campismo, fica surpreendido quando Luz diz que também vai, diz que vai ser divertido. António está muito orgulhoso com o seu novo carro, Inácio chega com um carro novo também, mas é um topo de gama, António tenta disfarçar desanimo.                                     |                |                                                       |                           |                         |                    |
| |                |                                                       |                           |                         |                    |
| 6.08 (112) | Episódio n.º8  | André Tenente, João Félix, Miguel Simal e Pedro Lopes | Hugo Xavier e Paulo Brito | 25 de janeiro de 2020   | -                  |
| A 13 de Junho de 84 morria António Variações. O país começava a despertar para uma nova doença: a SIDA. Luís Almeida vê notícia da morte de Variações, dizem que morreu de pneumonia, Zé faz comentários que deixam Luís desagradado. Carlos fala da morte de Variações, Emídio está debilitado, tosse sangue mas disfarça para Carlos não reparar. Nuno está a arrumar tudo, não quer continuar com a rádio pirata, Carlos pede-lhe para ficar com o material. |                |                                                       |                           |                         |                    |
| |                |                                                       |                           |                         |                    |
| 6.09 (113) | Episódio n.º9  | André Tenente, João Félix, Miguel Simal e Pedro Lopes | Hugo Xavier e Paulo Brito | 1 de fevereiro de 2020  | 5,5%               |
| Em 84 a seleção jogava determinada para dar uma alegria a todos os Portugueses. No café Francesinha, então todos reunidos para assistir ao jogo da seleção, passados alguns momentos a RTP anuncia problemas técnicos, e todos ficam desanimados. Não conseguem ver jogo na TV, Emídio diz que assim não podem fazer o relato, Carlos liga ao rádio e sintoniza na Antena 1. Juntam-se ao resto do pessoal. Campistas, Carlos e Emídio ouvem relato do jogo, Nené marca golo de Portugal, e todos celebram. |                |                                                       |                           |                         |                    |
| |                |                                                       |                           |                         |                    |
| 6.10 (114) | Episódio n.º10 | André Tenente, João Félix, Miguel Simal e Pedro Lopes | Hugo Xavier e Paulo Brito | 15 de fevereiro de 2020 | 4,3%               |
| Carlos, Emídio e António estão no parque campismo a trabalhar e a receber campistas. Fábio ajuda Emídio e Carlos a limpar as mesas na zona das merendas. Carlos está contente com ele. Susana ajuda Carlos e Emídio a limpar a cantina, troca sorrisos com Fábio. Percebemos que engraçam um com o outro. Ouvimos o narrador contar que juntos, em família e em equipa conseguiam tudo! António distribui trabalho. Emídio vai tratar das faturas. António gosta de ver atitude dele. |                |                                                       |                           |                         |                    |
| |                |                                                       |                           |                         |                    |
| 6.11 (115) | Episódio n.º11 | André Tenente, João Félix, Miguel Simal e Pedro Lopes | Hugo Xavier e Paulo Brito | 22 de fevereiro de 2020 | 6,9%               |
| Ouvimos o narrador a falar da crise financeira que envolvia o país em 1984. Comenta que o seu bairro não escapou à onda de violência. Margarida faz a prova do vestido à Isabel. Diz que está orgulhosa, só quer que a filha seja feliz. Isabel sai e entra um ladrão na loja que assalta Margarida de forma violenta. Bruno vê o ladrão larga a bicicleta e sai a correr para o interior da loja de Margarida. Zé preparou um jantar romântico para Amélia. |                |                                                       |                           |                         |                    |
| |                |                                                       |                           |                         |                    |
| 6.12 (116) | Episódio n.º12 | André Tenente, João Félix, Miguel Simal e Pedro Lopes | Hugo Xavier e Paulo Brito | 29 de fevereiro de 2020 | -                  |
| Hugo entra na receção do parque de campismo e fala em Inglês. António não percebe nada do que ele diz. Isabel fica interessada, ele é diretor de cinema. Inácio conta a Margarida que mentiu para proteger Isabel, para ela não ter mais uma desilusão. Margarida diz que ele não tem o direito de decidir pela filha. Emídio acha que é melhor Carlos não se meter mais entre Marcelo e Olímpia. Ela já o maltratou suficiente. Carlos diz que ela tem vergonha. |                |                                                       |                           |                         |                    |
| |                |                                                       |                           |                         |                    |
| 6.13 (117) | Episódio n.º13 | André Tenente, João Félix, Miguel Simal e Pedro Lopes | Hugo Xavier e Paulo Brito | 14 de março de 2020     | 6,4%               |
| Assaltam o café. Amparo consegue-se livrar dos ladrões, mas estes levam o dinheiro todo, batem no Zé deixando-o inconsciente. Margarida avisa a mãe que vão fazer uma marquise. Hermínia não gosta da ideia. Gaspar aparece para fazer as obras e Margarida fica desconfiada. Acha que já o conhece de algum lado. Margarida comenta com Rosete que a voz de Gaspar só lhe lembrava do assaltante. Diz que o psicólogo a tem ajudado, mas não vai contar nada a António. |                |                                                       |                           |                         |                    |
| |                |                                                       |                           |                         |                    |
| 6.14 (118) | Episódio n.º14 | André Tenente, João Félix, Miguel Simal e Pedro Lopes | Hugo Xavier e Paulo Brito | 21 de março de 2020     | 6,6%               |
| Luz tenta pedir desculpa a Carlos e quer voltar para ele. Carlos não aceita e está convicto de que não a quer de volta. Tito ajuda Amparo e continua o flirt. Amparo não quer dar muita importância ao que as cartas diziam e tenta não se envolver muito. Toni recolhe nomes de empresas para começar a investigar para o artigo de fraudes. Margarida acredita que Toni possa vir a ficar com o cargo de editor do Jornal. Comenta que anda com uma dor no peito que não passa. |                |                                                       |                           |                         |                    |
| |                |                                                       |                           |                         |                    |
| 6.15 (119) | Episódio n.º15 | André Tenente, João Félix, Miguel Simal e Pedro Lopes | Hugo Xavier e Paulo Brito | 28 de março de 2020     | 6,6%               |
| No Café Francesinha comentam o facto de o Almeida ter ido de férias para Mikonos. Amparo avisa Zé que vai aproveitar o tempo para estar com Tito e Zé agoira. Luz vai afixar papéis para avisar que vai começar a dar aulas de dança no parque. Bruno e Fábio falam sobre os pais. Susana entra na conversa e diz que o pai verdadeiro está a montar a tenda no parque. Está preocupada. Margarida desabafa com Rosete e diz que tem medo de ver os resultados dos exames e de contar à família. |                |                                                       |                           |                         |                    |
| |                |                                                       |                           |                         |                    |
| 6.16 (120) | Episódio n.º16 | André Tenente, João Félix, Miguel Simal e Pedro Lopes | Hugo Xavier e Paulo Brito | 4 de abril de 2020      | 7,3%               |
| Final de verão da família Lopes e amigos. No parque de campismo preparavam-se para a época baixa. António tenta convencer campistas a reservarem lugar para o próximo ano. Está preocupado pois tem de despedir Fábio. Sabe que o emprego em Setúbal nunca esteve tão mau e que o desemprego não vai fazer bem a Fábio. Nesta altura, Dona Branca torna-se uma quimera para muitas pessoas que ora depositavam nela as suas poupanças ora vinham buscar dinheiro para as suas necessidades. |                |                                                       |                           |                         |                    |
| |                |                                                       |                           |                         |                    |
| 6.17 (121) | Episódio n.º17 | André Tenente, João Félix, Miguel Simal e Pedro Lopes | Hugo Xavier e Paulo Brito | 11 de abril de 2020     | 6,5%               |
| O mês de outubro tinha chegado e com ele a acusação a Otelo, a continuação do desenlace da situação de D. Branca e a incerteza de Portugal aderir à comunidade Europeia. Toni vai buscar o filho e Brígida ao aeroporto. Esta diz-lhe que vai trabalhar para África do Sul e pede a Toni que fique com o filho de ambos por uns tempos. No Francesinha Zé convence Inácio a fazer uma despedida de solteiro. Amparo concorda e diz que também vai organizar uma despedida de solteira a Isabel. |                |                                                       |                           |                         |                    |
| |                |                                                       |                           |                         |                    |
| 6.18 (122) | Episódio n.º18 | André Tenente, João Félix, Miguel Simal e Pedro Lopes | Hugo Xavier e Paulo Brito | 18 de abril de 2020     | 7,0%               |
| Em Portugal continua-se a falar do esquema da Banqueira do Povo. Zé comenta o filme onde Isabel entra, diz que vai ver por causa dela, elogia Ana Zanatti. Comenta a crónica de Carlos, diz que deveria escrever sobre ele, e sobre o pessoal que perdeu o dinheiro. Carlos fica surpreendido ao encontrar Afonso e Ana Paula ali no bairro. Eles estão a mudar-se! Afonso e Ana Paula querem conhecer namorada de Carlos. Combinam encontrar-se um dia. Isabel pergunta a Inácio se ele está a gostar do filme, diz que ela já não aparece mais, que podem ir embora.                                             |                |                                                       |                           |                         |                    |
| |                |                                                       |                           |                         |                    |
| 6.19 (123) | Episódio n.º19 | André Tenente, João Félix, Miguel Simal e Pedro Lopes | Hugo Xavier e Paulo Brito | 25 de abril de 2020     | 6,4%               |
| Isabel está a ser maquilhada. Leandro traz-lhe uma revista com menção ao seu casamento, ela diz que não foi ela que pediu o artigo. Antunes quer saber mais do casamento da irmã de Toni mas ele diz que não sabe nada. Toni recebe uma carta a falar do esquema da bolha, sai para tirar a história limpo. Inácio está muito nervoso ao telefone, Luz quer saber porquê que a sua conta está a zeros, pergunta ao pai o que é que se passa. Inácio está alterado de raiva, diz a Luz que é melhor não ir ao seu casamento.                                                                                        |                |                                                       |                           |                         |                    |
| |                |                                                       |                           |                         |                    |

## Sétima Temporada (2020-2021)
| # | Título         | Argumento                                             | Realização                | Transmissão original   | Audiência (Rating) |
| --- | -------------- | ----------------------------------------------------- | ------------------------- | ---------------------- | ------------------ |
| 7.01 (124) | Episódio n.º1  | André Tenente, João Félix, Miguel Simal e Pedro Lopes | Hugo Xavier e Paulo Brito | 3 de outubro de 2020   | 2,7%               |
| Dezembro arrancou com Soares a comunicar ao país que a coligação do governo ia continuar. O orçamento de estado era aprovado e com as eleições surgia todos os dias um novo candidato. Margarida desabafa com Hélder. Diz que este ano o Natal não vai ser fácil. A Isabel anda a fazer-se de forte, o Toni e o Carlos mal se falam e tem o problema de Isabel não querer ver Luz. Hermínia pede a António para falar com os filhos para se entenderem. Seria a melhor prenda de Natal que poderia dar a Margarida.                                                                 |                |                                                       |                           |                        |                    |
| |                |                                                       |                           |                        |                    |
| 7.02 (125) | Episódio n.º2  | André Tenente, João Félix, Miguel Simal e Pedro Lopes | Hugo Xavier e Paulo Brito | 10 de outubro de 2020  | 3,1%               |
| Ramalho Eanes está na televisão a desejar bom Ano a todos os Portugueses. Alfredo apresenta-se a Margarida. Ela conta que a loja dela foi assaltada por isso procurou o psicólogo, ele emenda-a e diz-lhe que ela está ali por causa do casamento. A consulta já vai avançada, Margarida fala do seu casamento mas depressa diz que o problema que a levou ali foi o medo que tem por ter sido assaltada. Mauro está irritado com as propostas que lhe apresentaram para a campanha do Amoreiras, quer que lhe apresentem outra que não o envergonhe perante cliente.               |                |                                                       |                           |                        |                    |
| |                |                                                       |                           |                        |                    |
| 7.03 (126) | Episódio n.º3  | André Tenente, João Félix, Miguel Simal e Pedro Lopes | Hugo Xavier e Paulo Brito | 17 de outubro de 2020  | -                  |
| A 8 de Fevereiro morria o Poeta José Gomes Ferreira. Com as crises consecutivas do governo e um apertar de cinto nas finanças restava saber se existia tempo para a poesia. Luz está com dificuldades em arranjar trabalho. Diz que basta olharem para o seu BI, que vêm logo quem é e ninguém lhe dá trabalho. António reúne-se com Caetano e Jerónimo e diz que já tem 743 assinaturas no abaixo-assinado. Jerónimo diz que era bom que o assunto aparecesse na TV. Susana revira a roupa toda dela e diz que não tem nada para vestir.                                           |                |                                                       |                           |                        |                    |
| |                |                                                       |                           |                        |                    |
| 7.04 (127) | Episódio n.º4  | André Tenente, João Félix, Miguel Simal e Pedro Lopes | Hugo Xavier e Paulo Brito | 24 de outubro de 2020  | -                  |
| Em 85 os Portugueses ainda não tinham abraçado a ideia do dia dos namorados. As notícias diziam que população tinha ultrapassado 10 milhões. Jantam animados, Salvador aparece e vai cumprimentar Luz, ela fica constrangida, mas disfarça, Toni diz que ele é dono das ourivesarias Fonseca. António cansado do barulho dos miúdos, Margarida diz que têm de aproveitar para estar com os netos enquanto podem. Toni e Fátima beijam-se, ela pede a Toni paciência, ele sabe que pais dela não estão preparados para o conhecer, está disposto a esperar por ela.                  |                |                                                       |                           |                        |                    |
| |                |                                                       |                           |                        |                    |
| 7.05 (128) | Episódio n.º5  | André Tenente, João Félix, Miguel Simal e Pedro Lopes | Hugo Xavier e Paulo Brito | 31 de outubro de 2020  | -                  |
| Em Março de 85 sentia-se a mudança na política e com isso sonhava-se com o fim da guerra fria e do perigo nuclear. Em Portugal esperava-se pelas presidenciais e pela visita da Rainha Isabel II. Clara quer uma edição toda dedicada à Rainha. Toni pede para ficar com o trabalho, mas Clara avisa-o que se tem de focar mais. Toni diz que já falou com um advogado, mas não gostou dele. Susana precisa de fazer um trabalho para a escola. Pede a Toni para ir com ele quando for fazer a cobertura da visita da rainha. Toni diz que não pode ir. Estão todos à mesa a falar. |                |                                                       |                           |                        |                    |
| |                |                                                       |                           |                        |                    |
| 7.06 (129) | Episódio n.º6  | André Tenente, João Félix, Miguel Simal e Pedro Lopes | Hugo Xavier e Paulo Brito | 7 de novembro de 2020  | 3,3%               |
| Era habitual ver pedidos de ajuda na televisão para encontrar pessoas desaparecidas, pensa-se é que só acontece aos outros, mas desta vez, era Hermínia que tinha desaparecido. Margarida está desesperada por não saber da mãe. Culpa-se por Hermínia ter desaparecido. Tem receio de ter sido muito dura com Hermínia por não concordar que ela fosse a Fátima a pé. Toni está absorvido pelo trabalho e espera conseguir gerir tudo e não afetar Simão. Isabel diz a Toni que a mãe ligou porque não sabem da avó.                                                               |                |                                                       |                           |                        |                    |
| |                |                                                       |                           |                        |                    |
| 7.07 (130) | Episódio n.º7  | André Tenente, João Félix, Miguel Simal e Pedro Lopes | Hugo Xavier e Paulo Brito | 14 de novembro de 2020 | 5,1%               |
| Portugal entra na CEE, mas havia um impasse, se Mário Soares se manteria 1º Ministro tempo suficiente para assinar a adesão à Europa dos 12. Margarida desabafa com Hélder sobre a situação de Toni. Hélder vê melhoras em Margarida e quer reduzir as consultas. Ela fica apreensiva. Clara diz a Toni para não ter muita esperança em ficar com Simão. Infelizmente ainda vivem numa sociedade em que se pensa que os homens não têm capacidade para cuidar de um filho. Luz espera, nervosa, pela sua consulta. Está com receio da possibilidade de poder estar grávida.         |                |                                                       |                           |                        |                    |
| |                |                                                       |                           |                        |                    |
| 7.08 (131) | Episódio n.º8  | André Tenente, João Félix, Miguel Simal e Pedro Lopes | Hugo Xavier e Paulo Brito | 21 de novembro de 2020 | 4,3%               |
| Portugal já faz parte da CEE, o Governo caiu e novas eleições foram marcadas. Susana e Fábio despejam o lixo enquanto falam de Bruno. Fábio pede-lhe em namoro, ela aceita. Fátima finge que veio do hospital, Aisha diz que o noivo chega amanhã. Fátima diz que tem de voltar ao hospital, a mãe desconfia que se passa alguma coisa. Fábio passa música, António não gosta do novo tom da festa, Emídio vai substituí-lo. Fábio dança com Susana, beija-a, António vai buscá-la, ela diz que namoram.                                                                            |                |                                                       |                           |                        |                    |
| |                |                                                       |                           |                        |                    |
| 7.09 (132) | Episódio n.º9  | André Tenente, João Félix, Miguel Simal e Pedro Lopes | Hugo Xavier e Paulo Brito | 28 de novembro de 2020 | -                  |
| O verão de 85 trazia à tona um dos temas mais quentes da política nacional. O julgamento das FP25 adiado e a dissolução do Governo. Clara fala com Toni sobre novos temas a explorar, falam do atentado das FP, e Toni diz que vai tentar falar com Mário Soares. Mauro quer Carlos a 100% na campanha das Amoreiras, é cliente muito importante, Carlos garante que está disponível. Amparo mostra o café e Teixeira, Teodoro e Jerónimo atentos à conversa, comentam que Zé não vai gostar nada da conversa.                                                                      |                |                                                       |                           |                        |                    |
| |                |                                                       |                           |                        |                    |
| 7.10 (133) | Episódio n.º10 | André Tenente, João Félix, Miguel Simal e Pedro Lopes | Hugo Xavier e Paulo Brito | 5 de dezembro de 2020  | -                  |
| A paisagem de Lisboa estava a mudar, as torres das Amoreiras tornavam-se um marco de uma nova cidade. Susana está a aprender a tocar viola. Emidio entrega-lhe encomenda, é de Bruno, ela vê conteúdo entusiasmada, são cassetes. Fábio fica com ciúmes. António e Carlos chegam ao parque campismo. Emídio diz que Margarida pôs todos em ordem. Emídio conta a Carlos que Ana Paula está no parque sem Afonso. Carlos está a trabalhar, Ana Paula chega, diz que Afonso está em Bruxelas, Carlos mostra-lhe campanha em que está a trabalhar.                                     |                |                                                       |                           |                        |                    |
| |                |                                                       |                           |                        |                    |
| 7.11 (134) | Episódio n.º11 | André Tenente, João Félix, Miguel Simal e Pedro Lopes | Hugo Xavier e Paulo Brito | 12 de dezembro de 2020 | 3,0%               |
| O Verão estava a ser marcado pelo flagelo dos incêndios. Era véspera de eleições e o ano estava a ser também marcado pela tensão política, pelo julgamento dos FP 25. Afonso pretende que a agência de Carlos trate da publicidade institucional em Portugal relativa ao Ano Europeu do Ambiente. Carlos aceita, apesar de não gostar da ideia. Mauro está entusiasmado com a proposta de Afonso sobre a publicidade do Ano Europeu do Ambiente. Carlos mostra-se relutante. Mauro informa que a campanha das Amoreiras "caiu".                                                     |                |                                                       |                           |                        |                    |
| |                |                                                       |                           |                        |                    |
| 7.12 (135) | Episódio n.º12 | André Tenente, João Félix, Miguel Simal e Pedro Lopes | Hugo Xavier e Paulo Brito | 19 de dezembro de 2020 | -                  |
| Zé vai levar o corpo de Luís Almeida para junto da família. António, Margarida e Hermínia despedem-se de Zé. Amélia e Zé, devastados, choram a morte de Luís Almeida. Carlos não consegue concentrar-se no trabalho e pensa numa forma de contar a Luz o que aconteceu com Ana Paula. Luz chega e Carlos perde a coragem. Margarida em consulta com Hélder. Lamenta que seja a última sessão, mas agradece por Hélder ter-lhe mudado a vida. Suzete desabafa sobre a sua vida e implora a António para lhe dar emprego.                                                             |                |                                                       |                           |                        |                    |
| |                |                                                       |                           |                        |                    |
| 7.13 (136) | Episódio n.º13 | André Tenente, João Félix, Miguel Simal e Pedro Lopes | Hugo Xavier e Paulo Brito | 26 de dezembro de 2020 | 4,0%               |
| Estamos no início de outubro de 1985. Final da campanha eleitoral Soares e Freitas do Amaral, e todos estão ansiosos pelo dia das eleições. Isabel ensaia e Leandro tenta dar a sua opinião. Isabel não aceita e Leandro fica desagradado com a sua reação. Carlos, Mauro e Afonso comemoram. Carlos quer ir embora. Afonso convida Luz a sentar-se com eles. Carlos diz que Luz tem razões para não lhe falar bem. Mas não conta as razões. Isabel tenta ensaiar, mas não consegue concentrar-se. Já abriu envelope de Inácio que Luz lhe trouxe.                                  |                |                                                       |                           |                        |                    |
| |                |                                                       |                           |                        |                    |
| 7.14 (137) | Episódio n.º14 | André Tenente, João Félix, Miguel Simal e Pedro Lopes | Hugo Xavier e Paulo Brito | 2 de janeiro de 2021   | 2,8%               |
| Em novembro os líderes dos EUA e União Soviética encontravam-se. Isabel vai em digressão durante um mês. Despede-se de todos. Vêem o sorteio do Totoloto na TV. Ganham o 3º prémio. Margarida não concorda no acordo que fizeram de comprar novas cadeiras e quer a sua parte do dinheiro. Rosete e Jerónimo querem saber o que aconteceu nas férias de Amparo e Zé. Não veio bronzeada, nem há fotos. Amparo diz que não aconteceu nada demais. Carlos vai despedir-se da mãe e encontra Luz. Todos discutem sobre prémio do totoloto.                                             |                |                                                       |                           |                        |                    |
| |                |                                                       |                           |                        |                    |
| 7.15 (138) | Episódio n.º15 | André Tenente, João Félix, Miguel Simal e Pedro Lopes | Hugo Xavier e Paulo Brito | 9 de janeiro de 2021   | -                  |
| Governo apresenta a proposta de novo canal de televisão. Susana, Hermínia e Margarida estão muito orgulhosas por verem Isabel na TV. Susana fica encantada com o coro de Santo Amaro de Oeiras. Margarida conta que Luz foi a encontro com um rapaz, Carlos tenta disfarçar, Margarida acha que o filho deve lutar por Luz. Sentam-se a jantar, Susana comenta que gostava de entrar para um coro, António quer que ela estude e deixe essa ideia, Susana tenta pedir ajuda a Carlos.                                                                                               |                |                                                       |                           |                        |                    |
| |                |                                                       |                           |                        |                    |
| 7.16 (139) | Episódio n.º16 | André Tenente, João Félix, Miguel Simal e Pedro Lopes | Hugo Xavier e Paulo Brito | 16 de janeiro de 2021  | -                  |
| Portugal e Espanha entram na CEE. Susana e Bruno estão no quarto e ouvem música. Bruno gostava que Susana desse outro concerto e propõe-lhe gravar músicas numa cassete para enviar para fora. Susana diz que é uma boa ideia e que até podia escrever uma música nova. Alfredo vai finalmente buscar o vestido que encomendou para a mulher. Mas diz Margarida que não foi mais cedo porque, entretanto, se separou de Prazeres. Margarida fica com pena e aceita ir beber um café com Alfredo que está a precisar de desabafar.                                                   |                |                                                       |                           |                        |                    |
| |                |                                                       |                           |                        |                    |
| 7.17 (140) | Episódio n.º17 | André Tenente, João Félix, Miguel Simal e Pedro Lopes | Hugo Xavier e Paulo Brito | 23 de janeiro de 2021  | 3,0%               |
| Estamos em fevereiro é a Segunda volta das eleições Presidências Freitas do Amaral e Mário Soares. Não se falava nesses dias outra coisa que não fossem as eleições. Também acontece novo atentado das FP25. Só a Susana é que se interessava por outras coisas. Está a ver Duarte e Companhia, mas António quer ver notícias. Quer estar bem informado e saber o que pensa Mário Soares e o que pensa Freitas do Amaral. Susana quer aprender a dançar, todos os cantores de sucesso também dançam, até a Dora dança.                                                              |                |                                                       |                           |                        |                    |
| |                |                                                       |                           |                        |                    |
| 7.18 (141) | Episódio n.º18 | André Tenente, João Félix, Miguel Simal e Pedro Lopes | Hugo Xavier e Paulo Brito | 30 de janeiro de 2021  | 3,1%               |
| Em Março de 1986, o país assimilava vitória de Soares nas Presidenciais. Neste ano, nascia o primeiro bebé proveta português. Mas o acidente a 5 de Março no Rally Vinho do Porto deixava o país ainda longe da modernidade que se pretendia. Toni diz ao pai que agora só escreve para a secção de desporto. Caetano e Jerónimo discutem, falam de arbitro que denunciou corrupção, Toni fica pensativo. Toni chega à redação, mas fica logo irritado com comentários de Antunes, vai trabalhar para casa para se concentrar melhor.                                               |                |                                                       |                           |                        |                    |
| |                |                                                       |                           |                        |                    |

## Oitava Temporada (2023)
| # | Título         | Argumento                                             | Realização                | Transmissão original   | Audiência (Rating) |
| --- | -------------- | ----------------------------------------------------- | ------------------------- | ---------------------- | ------------------ |
| 8.01 (142) | Episódio n.º1  | André Tenente, João Félix, Miguel Simal e Pedro Lopes | Hugo Xavier e Paulo Brito | 3 de junho de 2023     | 4,3%               |
| O acidente nuclear em Chenobyl marcou Abril de 86, aos poucos as pessoas tiveram consciência da dimensão do acontecimento. Clara surpreende-se ao ver Carlos, ele está a acabar fascículo dos castelos, Clara acha que estão bons, Carlos agradece. Susana adormeceu, António diz que ela tem de se despachar para ir para a escola e à tarde vai ter com ele à agência para ficar lá a estudar, Susana fica revoltada. Leandro está a fazer um programa para crianças, ficaram sem marca que veste a apresentadora e lembrou-se de loja de Margarida, Isabel entusiasmada diz vai falar com a mãe e Luz.             |                |                                                       |                           |                        |                    |
| |                |                                                       |                           |                        |                    |
| 8.02 (143) | Episódio n.º2  | André Tenente, João Félix, Miguel Simal e Pedro Lopes | Hugo Xavier e Paulo Brito | 10 de junho de 2023    | 3,6%               |
| Em Maio assistimos ao choque de comboios na Póvoa de Santa Iria. Mas mesmo com algumas tragédias Portugal estava atento ao mundial no México. Susana está a cantar, todos assistem orgulhosos, mas António continua de pé atrás. Na redação Toni está mergulhado no trabalho, Clara observa-o. Carlos fica surpreendido com o convite de Margarida para fazer campanha publicitária para a boutique, Carlos quer saber se Luz não se importa, Margarida diz que ela sabe separar as coisas. |                |                                                       |                           |                        |                    |
| |                |                                                       |                           |                        |                    |
| 8.03 (144) | Episódio n.º3  | André Tenente, João Félix, Miguel Simal e Pedro Lopes | Hugo Xavier e Paulo Brito | 17 de junho de 2023    | 5,1%               |
| Portugal em 20 anos conseguiu apurar-se pela 1ª vez para mundial. A seleção seguiu para o México mas teve de enfrentar alguns contratempos. No Francesinha, falam do 1º jogo da seleção no México, Jerónimo encomenda 15 quilos de bifanas sem Amparo saber, Caetano e Raul surpreendem-se, Jerónimo desvaloriza. António acaba de atender cliente, Zé sai para beber café. Alfredo diz a António que conheceu Margarida no psicólogo e gosta muito dela, António furioso. Toni ao telefone com Fátima, conta que jogadores decidiram fazer greve.                                                                    |                |                                                       |                           |                        |                    |
| |                |                                                       |                           |                        |                    |
| 8.04 (145) | Episódio n.º4  | André Tenente, João Félix, Miguel Simal e Pedro Lopes | Hugo Xavier e Paulo Brito | 24 de junho de 2023    | 3,8%               |
| Em julho de 86 uma onda de calor assola a Europa e também Portugal. E as consequências não tardam a chegar. Toni conta a Simão que vai ter um irmão, ele não gosta muito da ideia. Margarida e Carlos estão de saída para o parque, para a celebração do aniversário deste, mas Hermínia recua-se a ir devido ao calor. E aproveita o momento a sós com Margarida para falar sobre separação dela e de António. António vê Margarida, mas o momento que poderia ser de reencontro torna-se rapidamente em discussão que é disfarçada quando surge Carlos.                                                             |                |                                                       |                           |                        |                    |
| |                |                                                       |                           |                        |                    |
| 8.05 (146) | Episódio n.º5  | André Tenente, João Félix, Miguel Simal e Pedro Lopes | Hugo Xavier e Paulo Brito | 1 de julho de 2023     | -                  |
| O verão de 86 ficou marcado pela fuga dos irmãos Cavaco da prisão de Pinheiro da Cruz. Em casa dos Lopes, preparam o almoço, Hermínia acha que Margarida deve lutar pelo seu casamento. Margarida está magoada por António não confiar nela. Isabel e Toni falam da separação dos pais, estão preocupados e temem que seja mesmo o fim do casamento. Fruto do seu desgosto de amor, Susana quer desistir do mundo da música. Mas com o apoio do pai dá o primeiro concerto. Leandro conseguiu o financiamento para o seu filme e quer que Isabel seja a protagonista.                                                 |                |                                                       |                           |                        |                    |
| |                |                                                       |                           |                        |                    |
| 8.06 (147) | Episódio n.º6  | André Tenente, João Félix, Miguel Simal e Pedro Lopes | Hugo Xavier e Paulo Brito | 8 de julho de 2023     | 4,0%               |
| Em setembro de 1986 têm lugar várias explosões em aldeamentos turísticos no Algarve. António e Margarida voltam a viver a sua felicidade enquanto casal, mas as promessas de amor duram pouco tempo. Rapidamente António se esquece e deixa de dar atenção a Margarida. Susana começa a revelar hesitação sobre o seu futuro enquanto cantora. Começa a ser visível o seu desconforto com a presença de Pires. Clara aparece embriagada em casa de Carlos e quer saber se ele já tem romance escrito. |                |                                                       |                           |                        |                    |
| |                |                                                       |                           |                        |                    |
| 8.07 (148) | Episódio n.º7  | André Tenente, João Félix, Miguel Simal e Pedro Lopes | Hugo Xavier e Paulo Brito | 15 de julho de 2023    | -                  |
| Os anos 80 são anos de grande consumismo e uma época áurea para as grandes coleções. A moda está no auge. Luz diz a Margarida que devia cuidar mais de si e que Susana poderia ajudar a tornar o seu visual mais moderno, pois é uma pessoa sempre atenta às tendências da moda. Clara desabafa com Carlos e conta-lhe que passou por uma situação confrangedora numa relação, pois foi trocada por uma miúda. Carlos tenta confortá-la. Luz percebe o que se passa com Susana e diz-lhe que já passou por uma situação parecida à que ela passou com Pires, mas isso não a deve fazer desistir do seu sonho.         |                |                                                       |                           |                        |                    |
| |                |                                                       |                           |                        |                    |
| 8.08 (149) | Episódio n.º8  | André Tenente, João Félix, Miguel Simal e Pedro Lopes | Hugo Xavier e Paulo Brito | 29 de julho de 2023    | -                  |
| A entrada de Portugal na CEE abriu as portas para um maior consumismo, surgem os primeiros hipermercados. Toni está fora em trabalho. E Margarida diz a Fátima para ficar lá em casa para não estar sozinha. Os Lopes juntam-se para ver na televisão o anúncio de Isabel. Estão muito orgulhosos. Carlos fica irritado por Luz não lhe ter contado o que se passou com Susana. Luz diz que a irmã precisa é do apoio de todos e não de agitação. Isabel fica desconfortável ao ser reconhecida na rua pelas pessoas devido ao anúncio.                                                                               |                |                                                       |                           |                        |                    |
| |                |                                                       |                           |                        |                    |
| 8.09 (150) | Episódio n.º9  | André Tenente, João Félix, Miguel Simal e Pedro Lopes | Hugo Xavier e Paulo Brito | 5 de agosto de 2023    | 2,5%               |
| Susana diz que vai a uma audição para os Onda Choc. Margarida fica contente com a reação da filha para ultrapassar o momento que viveu. No pronto a vestir tudo corre bem, as vendas têm sido um sucesso. Luz desenha novas peças. Susana chega triste a casa, pois a audição não correu bem. O que faz com que Susana volte a ter dúvidas sobre os seus dotes para a música. Toni está nervoso com o programa de televisão, todos lhe dão apoio. Ana Paula procura Carlos para lhe dizer que o seu casamento acabou. Tenta convencê-lo a ir com ela para o Parlamento Europeu, para onde irá trabalhar em breve.     |                |                                                       |                           |                        |                    |
| |                |                                                       |                           |                        |                    |
| 8.10 (151) | Episódio n.º10 | André Tenente, João Félix, Miguel Simal e Pedro Lopes | Hugo Xavier e Paulo Brito | 12 de agosto de 2023   | 2,3%               |
| A família está reunida no almoço de Ano Novo. Margarida fica atrapalhada com o convite de António para irem a Paris, mas ao mesmo tempo fica radiante, pois será um momento para estarem os dois. Isabel e Luz falam das vendas, Isabel agradece a Luz por ter voltado a trabalhar com a mãe, a loja sem ela não teria tanto sucesso. Hermínia fica radiante com o nascimento de Joana. Aisha gosta muito do nome da neta. Samir pede desculpas a Toni, quer que agora lhe deem um neto. Margarida está com remorsos de não ter estado presente quando a neta nasceu.                                                 |                |                                                       |                           |                        |                    |
| |                |                                                       |                           |                        |                    |
| 8.11 (152) | Episódio n.º11 | André Tenente, João Félix, Miguel Simal e Pedro Lopes | Hugo Xavier e Paulo Brito | 19 de agosto de 2023   | 2,5%               |
| O mês de fevereiro de 1987 ficou marcado pelo protesto dos médicos e pela morte de Zeca Afonso. Susana vai cantar músicas de Zeca Afonso ao Francesinha. No final pedem para cantar mais uma e ela decide, para surpresa de todos, fazer um discurso político. António fica atrapalhado e leva-a dali. Afonso faz uma grande encomenda de sweats a Luz no âmbito do Ano Europeu do Ambiente. Hermínia está preocupada com a sua operação, Margarida e António tentam tranquilizá-la. Mas ela insiste em deixar tudo organizado com Susana caso a operação corra mal.                                                  |                |                                                       |                           |                        |                    |
| |                |                                                       |                           |                        |                    |
| 8.12 (153) | Episódio n.º12 | André Tenente, João Félix, Miguel Simal e Pedro Lopes | Hugo Xavier e Paulo Brito | 26 de agosto de 2023   | -                  |
| António partilha com a família a ideia de construir um parque aquático nos terrenos do parque de campismo, o que deixa todos apreensivos. Luz está preocupada com Carlos devido ao volume de trabalho. Fátima alerta que ele pode ter um esgotamento. Amparo está fascinada com o anúncio da Old Spice, onde aparece um jovem surfista muito musculado, o que provoca ciúmes em Zé. Para a impressionar, Zé decide fazer Windsurf. Toni fica apreensivo. Zé acaba por convidar Amparo para irem à praia para ela o ver a fazer Windsurf, mas o que realmente chama atenção de Amparo é um jovem musculado.            |                |                                                       |                           |                        |                    |
| |                |                                                       |                           |                        |                    |
| 8.13 (154) | Episódio n.º13 | André Tenente, João Félix, Miguel Simal e Pedro Lopes | Hugo Xavier e Paulo Brito | 2 de setembro de 2023  | -                  |
| Hermínia tem uma consulta e é preciso alguém ficar com a pequena Joana, o que gera alguma agitação na família Lopes. Margarida quer levá-la para a loja, mas António decide a ficar com a neta, algo que não corre bem... Carlos recupera aos poucos do seu esgotamento e decide sair de casa para ir ter com o pai. Encontra António e Zé muito atrapalhados com Joana. Carlos chega em boa hora. Zé decide ir comprar leite ou na verdade fugir da situação! No Francesinha, Amparo fica furiosa ao perceber que Zé em vez de ir levar o leite para a bebé ficou a beber café.                                      |                |                                                       |                           |                        |                    |
| |                |                                                       |                           |                        |                    |
| 8.14 (155) | Episódio n.º14 | André Tenente, João Félix, Miguel Simal e Pedro Lopes | Hugo Xavier e Paulo Brito | 9 de setembro de 2023  | 1,7%               |
| Carlos está ansioso, pois a opinião de Luz sobre o seu livro é para ele muito importante. Zé está pessimista em relação à resposta de Amparo, ele diz a António que na realidade ela não precisa dele para nada. Amparo desabafa com Margarida as suas dúvidas sobre Zé, apesar de gostar dele acha-o muito inconstante. Mas reconhece que este lhe faz falta, pelo que Margarida a aconselha a falarem com sinceridade. Isabel volta a tocar no assunto de ter filhos o que deixa Leandro muito nervoso. Confronta-o e ele não gosta.                                                                                |                |                                                       |                           |                        |                    |
| |                |                                                       |                           |                        |                    |
| 8.15 (156) | Episódio nº.15 | André Tenente, João Félix, Miguel Simal e Pedro Lopes | Hugo Xavier e Paulo Brito | 16 de setembro de 2023 | 1,9%               |
| Carlos recebe a cópia do seu livro. Luz adora a capa. Carlos diz-lhe que será Clara a fazer a apresentação do livro. E confidencia que gostava que o pai também fosse, Luz incentiva-o a ir falar com ele. António está satisfeito, tudo corre bem no parque. Daniel falou com mais investidores que também concordam em fazer o parque aquático. António fica animado, mas logo desanima ao perceber que não pretendem sociedade, apenas querem comprar-lhe o parque. António conta a Margarida a nova proposta de Daniel, ela acha que filhos têm de dar opinião, pelo que António devia fazer as pazes com Carlos. |                |                                                       |                           |                        |                    |
| |                |                                                       |                           |                        |                    |